# 2010年代の日本
2010年代の日本（2010ねんだいのにほん）では、2010年代の日本の出来事・流行・世相などについてまとめる。
日本の元号では、平成22年から平成31年/令和元年に当たる。

## できごと

### 2010年
- 2月4日 - 大相撲の横綱朝青龍明徳が引退。
- 4月27日 - 日本において、殺人罪など死刑に当たる罪に対して公訴時効が撤廃される改正刑事訴訟法が成立・即日施行された。施行時点で公訴時効が成立していない事件に適用される。
- 5月20日 - 大相撲野球賭博問題が発覚する。
- 6月8日 - 鳩山由紀夫に代わり菅直人が内閣総理大臣に就任し、菅内閣発足。
- 7月-8月（夏季） - 日本で記録的な猛暑となった[1]。
- 8月16日 - 4月-6月期の実質GDPドルベースにて日本は中国に抜かれて世界3位になった。年間通期でも同状況となる見通し[2]。
- 9月7日 - 尖閣諸島中国漁船衝突事件発生。
- 10月9日 - 根岸英一・鈴木章が日本人初となる2人同時によるノーベル化学賞を受賞（日本人がノーベル賞受賞するのは2年ぶり）。
- 10月21日 - 羽田空港沖合の新滑走路 (2,500m) と新国際ターミナル使用開始。
- 11月15日 - 大相撲で白鵬翔が歴代2位となる63連勝を達成。

### 2011年
- 2月2日 - 大相撲八百長問題が発覚し、この年の3月場所が本場所として65年ぶりに開催中止となる。
- 3月11日 - 東北地方太平洋沖地震（東日本大震災）が発生。日本における近代（明治時代）以降の観測において最大となるMw 9.0を記録[注 1] し、宮城県栗原市で最大震度7、東北地方や関東地方の広い地域でも震度5弱以上の揺れを観測した[3]。また、三陸海岸および福島県の海岸部を中心に10m以上の津波が押し寄せ、被害が広範囲に拡大。死者は戦後最悪となる1万5千人以上に及んだ。さらに、この地震と津波により福島第一原子力発電所事故も引き起こされている。
- 3月31日 - 東京における地上デジタル音声放送、実用化試験放送を終了（大阪は前年に終了済み）。
- 4月27日 - PlayStation Network個人情報流出事件が発覚。不正侵入によっておよそ7700万件の個人情報が流出した。ソニーや関連会社では同時期に他の流出事件も発生し、流出件数はグループ全体で1億件以上に及ぶ。
- 7月17日 - FIFA女子ワールドカップドイツ大会が開催され、なでしこジャパンが優勝する。
- 7月24日 - 日本の地上アナログテレビ放送が停波し、地デジへ完全移行（被災3県では2012年3月31日に延期された）。
- 8月23日 - 行列のできる法律相談所・開運!なんでも鑑定団・クイズ!ヘキサゴンIIなど、数々の人気番組の司会を担当していた島田紳助が、暴力団関係者との交流を明らかにし、芸能界を引退。
- 9月2日 - 野田佳彦が内閣総理大臣に就任し、野田内閣発足。

### 2012年
- 2月29日 - 自立式鉄塔としては世界一となる高さ634mの展望タワー「東京スカイツリー」竣工（オープンは5月22日）。
- 4月1日 - ISDB-Tmm方式による携帯端末向けマルチメディア放送「NOTTV」開始。
- 4月29日 - 関越自動車道高速バス居眠り運転事故が起きる。
- 5月5日 - 北海道電力泊発電所が運転停止。1970年以来42年ぶりに日本の原子力発電所の発電量がゼロとなる。
- 6月3日 - オウム真理教事件の逃走犯の1人である菊地直子容疑者逮捕。
- 6月15日 - 「オウム逃亡犯最後の1人」高橋克也容疑者逮捕。
- 6月21日 - 社会保障と税の一体改革に関する三党合意。
- 8月10日
  - 消費税法改正案（社会保障・税一体改革関連法案）が可決成立。
  - 韓国の李明博大統領が竹島に上陸。
- 9月11日 - 尖閣諸島国有化。
- 10月8日 - 京都大学の山中伸弥教授が日本人として25年ぶり史上2人目となるノーベル生理学・医学賞を受賞。
- 12月2日 - 笹子トンネル天井板落下事故発生。
- 12月16日 - 第46回衆議院議員総選挙。野党第一党の自由民主党が単独で絶対安定多数を確保する大勝で3年3ヶ月ぶりに政権を奪還。
- 12月26日 - 安倍晋三が内閣総理大臣に再就任し、第2次安倍内閣発足。
- メジャーリーグ「タンパベイ・レイズ 」の松井秀喜が現役引退。

### 2013年
- 3月16日 - 東京メトロ副都心線と東急東横線の直通運転を開始。これにより東武東上線小川町エリア・西武池袋線所沢、秩父エリアから横浜高速鉄道みなとみらい線の元町・中華街駅までが一本に繋がる。
- 3月23日 - 日本各地で使用されている交通系ICカード10種類が相互利用可能となる。
- 4月1日 - 2001年（平成13年）から段階的に引き上げられた厚生年金の定額部分における男性の支給開始年齢が65歳となる（なお、女性は5年遅れの2018年度に65歳となる予定）。また、報酬比例部分の支給についても本年度より2025年度にかけて段階的に65歳まで引き上げられる予定（こちらも女性は5年遅れとなる予定）[4][5]。
- 6月22日 - 富士山が世界文化遺産に登録される。
- 9月28日-10月8日 - スポーツ祭東京2013開催。
- 12月6日  - 特定秘密保護法案が成立。

### 2014年
- 1月29日 - 日本の理化学研究所発生・再生科学総合研究センターなど日米の共同研究チームは、マウスの体細胞を弱酸性の溶液で浸し外部刺激を加えることで、あらゆる細胞に分化可能となる新たな万能細胞「刺激惹起性多能性獲得細胞（STAP細胞）」の生成に成功したと発表し、翌30日付のネイチャーに論文が掲載された。しかし直後から様々な疑義が出され、論文の不正も明らかとなった。さらに7月2日にはネイチャーに掲載された2本の論文が撤回されるなど、細胞の存在自体に対する信憑性が大きく揺らぐ結果となった。
- 2月8日・14日 - 日本列島太平洋側を南岸低気圧が通過し、関東・甲信地方で2週続けて大雪となった（平成26年の大雪）。
- 3月7日 - 超高層ビル「あべのハルカス」（阿部野橋ターミナルビルの一部）が全面開業。開業時点では日本で最も高い、地上60階建て・高さ300mとなっている。
- 3月29日 - 環状第2号線の新橋 - 虎ノ門区間が開通。地下トンネルの本線の他に、地上には車道や片側幅員13mの歩道・自転車道も整備されており、地上街路の愛称は「新虎通り」と命名されている。
- 3月31日 - フジテレビ系昼の長寿番組『森田一義アワー 笑っていいとも!』が放送終了。
- 4月1日 - 消費税が5%から8%に増税された。
- 4月26日 - 神奈川県藤沢市辻堂元町のパナソニック（旧松下電器産業）グループ工場跡地にて計画されていた太陽光発電システムや家庭用蓄電池などを大規模配備する「Fujisawa サスティナブル・スマートタウン（Fujisawa SST）」が街開き（一部完成）を迎えた[6][7]。
- 6月11日 - 環状第2号線の整備に合わせて開発が進められていた森ビルによる虎ノ門ヒルズが完成。
- 9月27日 - 御嶽山が7年ぶりに噴火（2014年の御嶽山噴火）。
- 10月7日 - ノーベル物理学賞を赤﨑勇・天野浩・中村修二が受賞。
- 12月17日 - リニア中央新幹線が着工（東京 - 名古屋間の起工式）。

### 2015年
- 1月-2月1日 - ISILによる日本人拘束事件発生。
- 3月14日
  - 北陸新幹線の長野駅 - 金沢駅間が開通。東京駅 - 金沢駅間が約2時間20分で結ばれる。
  - 東北縦貫線（上野駅 - 東京駅、愛称：上野東京ライン）が開通。これにより40年ぶりに宇都宮線・高崎線・常磐線の東京駅乗り入れ定期列車が復活することになる。
- 4月22日 - 首相官邸無人機（ドローン）落下事件が起きる。
- 5月17日 - 大阪市における特別区の設置についての投票実施。
- 6月30日 - 男が焼身自殺を図り他にも1人の死者が出た東海道新幹線火災事件発生。
- 7月5日 - 「明治日本の産業革命遺産 製鉄・製鋼、造船、石炭産業」のユネスコ世界遺産（文化遺産）一覧表への記載が決定。
- 7月17日 - 安倍首相が国立競技場計画の白紙撤回を表明。
- 8月14日 - 安倍内閣総理大臣談話（戦後70年談話）発表。
- 9月1日 - 2020年東京オリンピック・パラリンピックのエンブレム、使用中止の方針固まる。
- 9月9日-11日 - 平成27年9月関東・東北豪雨により2万棟以上が損壊・浸水し14人の死者が出た（茨城県の災害関連死6人を含む）。
- 9月19日
  - 安全保障関連法案が成立。
  - ラグビーワールドカップ2015日本対南アフリカで日本が歴史的勝利。
- 10月5日
  - 個人番号（マイナンバー）の指定開始。
  - TPP交渉が大筋合意。
  - ノーベル生理学・医学賞を大村智が受賞。
- 10月6日 - ノーベル物理学賞を梶田隆章が受賞。
- 10月14日 - 横浜市のマンション「パークシティLaLa横浜」の杭打ちデータ改ざん問題が判明し、旭化成建材が偽装を認め謝罪。

### 2016年
- 1月1日 - 日本で税や社会保障に関連した共通番号制度（マイナンバー）が運用開始[8]。
- 1月13日 - アイドルグループ・SMAPの解散騒動が発覚、その後の謝罪会見などにより一度は解散が回避されたかに見えたが、同年8月には年内でのグループの解散がジャニーズ事務所より正式に公表される結果となった[9]。
- 1月15日 - 軽井沢スキーバス転落事故が発生。
- 3月26日 - 北海道新幹線（新青森駅 - 新函館北斗駅）が開業。これにより、北海道から九州までが新幹線で結ばれることとなった。
- 4月 - 熊本県で直下型地震が立て続けに発生し、14日の前震（Mj 6.5）と16日の本震（Mj 7.3）では共に最大震度7を観測（平成28年熊本地震）。地震による直接的な死者は50人となった。以降、同県だけでなく大分県を含む九州中部の広い地域で地震が多発している。
- 5月27日 - バラク・オバマが現職アメリカ合衆国大統領として史上初めて、かつて同国により原子爆弾が投下された広島市を訪問（バラク・オバマの広島訪問）。
- 6月30日 - 携帯端末向けマルチメディア放送「NOTTV」サービス終了。
- 7月26日 - 神奈川県相模原市で犠牲者の数が戦後最多の殺人事件となる相模原障害者施設殺傷事件（犠牲者19人）が発生。
- 8月8日 - 明仁天皇が生前退位（譲位）問題に対するお気持ち（ビデオメッセージ）を国民に向けて発表した[10]。
- 9月17日 - 週刊少年ジャンプの長期連載漫画「こちら葛飾区亀有公園前派出所」（秋本治）が連載終了。
- 10月3日 - ノーベル生理学・医学賞を大隅良典が受賞。
- 11月30日 - 113番元素の名称が「ニホニウム（nihonium, 元素記号：Nh）」となることが正式決定し、日本由来の名称が周期表に記載されることとなった[11][12]。
- 12月22日 - 糸魚川市大規模火災が発生。
- 12月26日 - フジテレビの長寿バラエティ番組「SMAP×SMAP」が放送終了。
- 12月31日 - 男性アイドルグループ「SMAP」が解散。

### 2017年
- 森友学園問題、加計学園問題、日報隠蔽問題などが政治の焦点に。
- 1月25日 - 稀勢の里が横綱に昇進。日本出身力士19年ぶりの昇進。
- 2月24日 - プレミアムフライデー初実施。
- 6月9日 - 天皇の退位等に関する皇室典範特例法が可決成立。
- 6月15日 - 「組織的な犯罪の処罰及び犯罪収益の規制等に関する法律等の一部を改正する法律案」（共謀罪の構成要件を改め「テロ等準備罪」を創設する改正組織的犯罪処罰法）が可決成立。
- 6月26日 - 14歳棋士、藤井聡太四段が、プロデビューから負け知らずで30年ぶりに歴代最多連勝記録。
- 9月3日 - 眞子内親王が婚約内定を発表。
- 9月9日 - 桐生祥秀が日本学生陸上競技対校選手権大会男子100m走決勝で9秒98を記録。日本人初の9秒台。
- 10月6日 - 電通の違法残業事件で、東京簡裁が罰金50万円の判決。
- 10月22日 - 第48回衆議院議員総選挙で自民党が圧勝。突然の解散で民進党が分裂、立憲民主党が野党第1党に。
- 10月31日 - 神奈川県座間市緑ケ丘のアパートで座間9人殺害事件が発覚。
- 12月1日 - 皇室会議で天皇の退位日を2019年4月30日に決定。皇太子の即位を翌5月1日とし、新元号を施行する。
- 12月5日 - 棋士の羽生善治が史上初の「永世七冠」を達成。
- 12月8日以降 - 翌年にかけてスーパーゼネコン4社（大林組、清水建設、大成建設、鹿島建設）によるリニア談合事件（リニア中央新幹線の工事入札不正）が明るみに出た[13][14][15]。

### 2018年
- 4月21日 - 世界最高齢者の田島ナビ（1900年生まれ）が逝去し、確実な証拠のある19世紀生まれは全員逝去した[16]。
- 4月27日 - レオパレス21の物件について界壁施工不備（建築基準法違反）が明らかとなる[17]。
- 6月9日 - 神奈川県内を走行していた東海道新幹線の車内で無差別殺傷事件が発生。
- 6月18日 - 大阪府北部を震源とする最大震度6弱の地震（大阪府北部地震、Mj 6.1）が発生。
- 6月28日-7月8日 - 西日本を中心とする広範囲で、死者・行方不明者200人以上の被害を出す記録的な集中豪雨（平成30年7月豪雨）が発生。
- 7月6日・26日 - 旧オウム真理教の元代表・麻原彰晃（本名: 松本智津夫）を含む、一連の事件に関与した死刑囚13人の死刑が執行された。
- 7月7日 - 2016年9月に発覚した旧大口病院連続点滴中毒死事件で、同病院に勤務していた元看護師の女が逮捕された。
- 9月6日 - 北海道胆振地方中東部を震源とする最大震度7の地震（平成30年北海道胆振東部地震、Mj 6.7）が発生。土砂崩れの発生などにより41人の死者を出し、道内全域の約295万戸で停電も発生した。
- 9月16日 - 歌手の安室奈美恵が芸能界を引退した。
- 10月1日 - ノーベル生理学・医学賞を本庶佑が受賞。
- 10月16日 - KYBの免震・制振オイルダンパーについて検査データの改ざんなどによる不正出荷（全国約一千カ所）が明らかとなった[18][19]。
- 11月19日 - 日産自動車のカルロス・ゴーン会長が金融商品取引法違反の容疑で東京地検特捜部により逮捕された。

### 2019年
- 3月21日 - マリナーズのイチローが東京ドームで行われた開幕2連戦で現役を引退。
- 4月1日 - 同日より働き方改革関連法（働き方改革を推進するための関係法律の整備に関する法律）が順次施行。
- 5月1日 - 明治以降初となる天皇の譲位により、平成（1989年 - 2019年）から令和へ改元[20][21]。
- 5月28日 - 刃物を持った男に小学校に通う児童ら20人が襲われた川崎市登戸通り魔事件が発生。
- 6月6日 - 吉本興業の闇営業問題（反社会的勢力からの金銭受領）が発覚し、以降関わった芸能人の契約解除や謹慎処分（活動停止）が相次ぐ。
- 7月9日 -  ジャニーズ事務所の創業者・ジャニー喜多川が死去。
- 7月18日 - ガソリンを撒いた上で放火し、平成期以降最悪の36人の死者を出した京都アニメーション放火殺人事件が発生。
- 9月9日 - 令和元年房総半島台風（台風15号）[22]が関東を直撃し、千葉県を中心に長期に及ぶ大規模な停電が発生するなど大きな被害が出た。
- 10月1日 - 消費税が10%に増税となり、食料品や新聞など一部の商品を8%に据え置く軽減税率も導入された。
- 10月9日 - ノーベル化学賞を吉野彰が受賞。
- 10月12日 - 令和元年東日本台風（台風19号）[22]により関東・甲信越や東北地方などで大雨となり、各地の河川の堤防が決壊・氾濫するなどして90人以上の死者・行方不明者を出す甚大な被害となった。
- 10月13日 - 日本で開催されたラグビーワールドカップ2019で日本代表が1次リーグを全勝し、初となる決勝トーナメント（ベスト8）への進出を決めた（10月20日の準々決勝で南アフリカに敗退）。

## 政治と外交

### 政治
民主党政権
- 鳩山由紀夫内閣
- 菅内閣 （第1次改造内閣 - 第2次改造内閣）
- 野田内閣 （第1次改造内閣 - 第2次改造内閣 - 第3次改造内閣）

自民党政権
2012年12月26日に内閣総理大臣に再就任した安倍晋三の通算在職日数が、2019年11月20日に桂太郎の記録を抜き憲政史上最長の2887日となった。
- 第2次安倍内閣 （改造内閣）
- 第3次安倍内閣 （第1次改造内閣 - 第2次改造内閣）

2010年代の内閣総理大臣

鳩山由紀夫 （-2010年）
菅直人 （2010年-2011年）
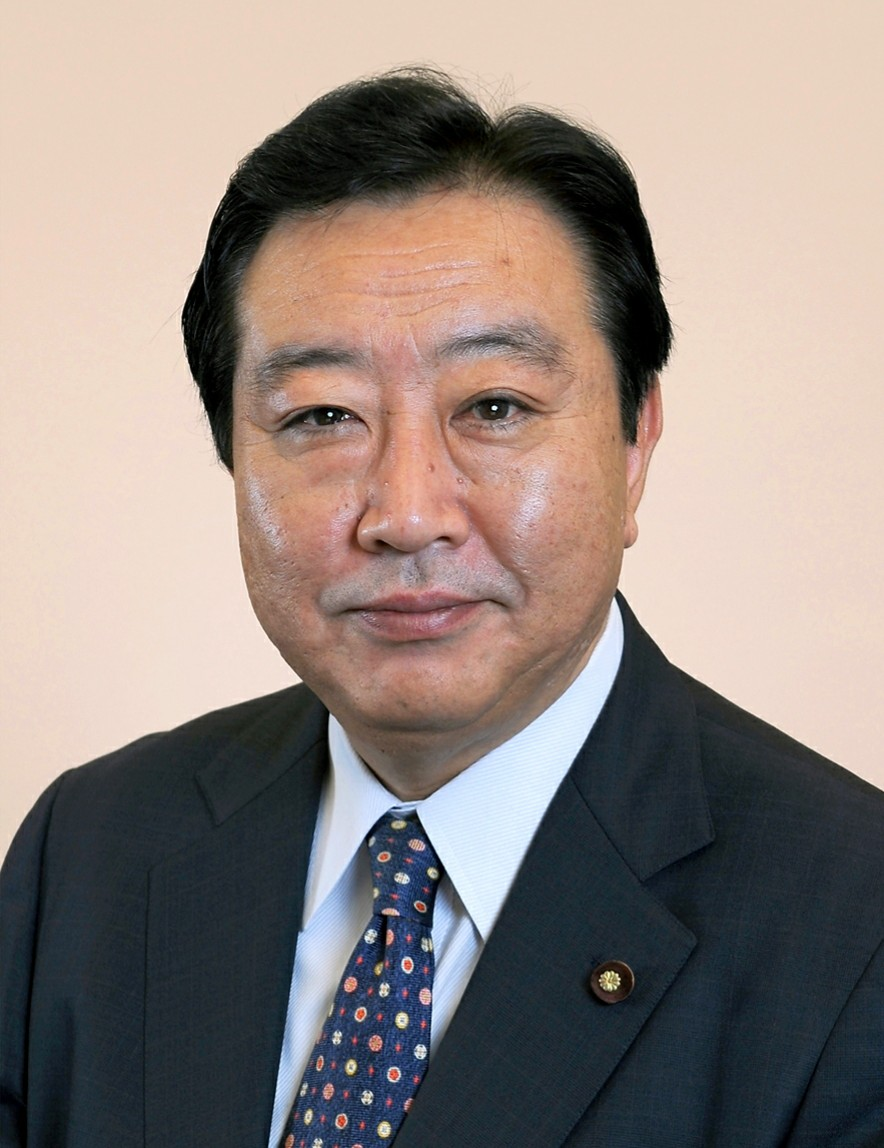
野田佳彦 （2011年-2012年）
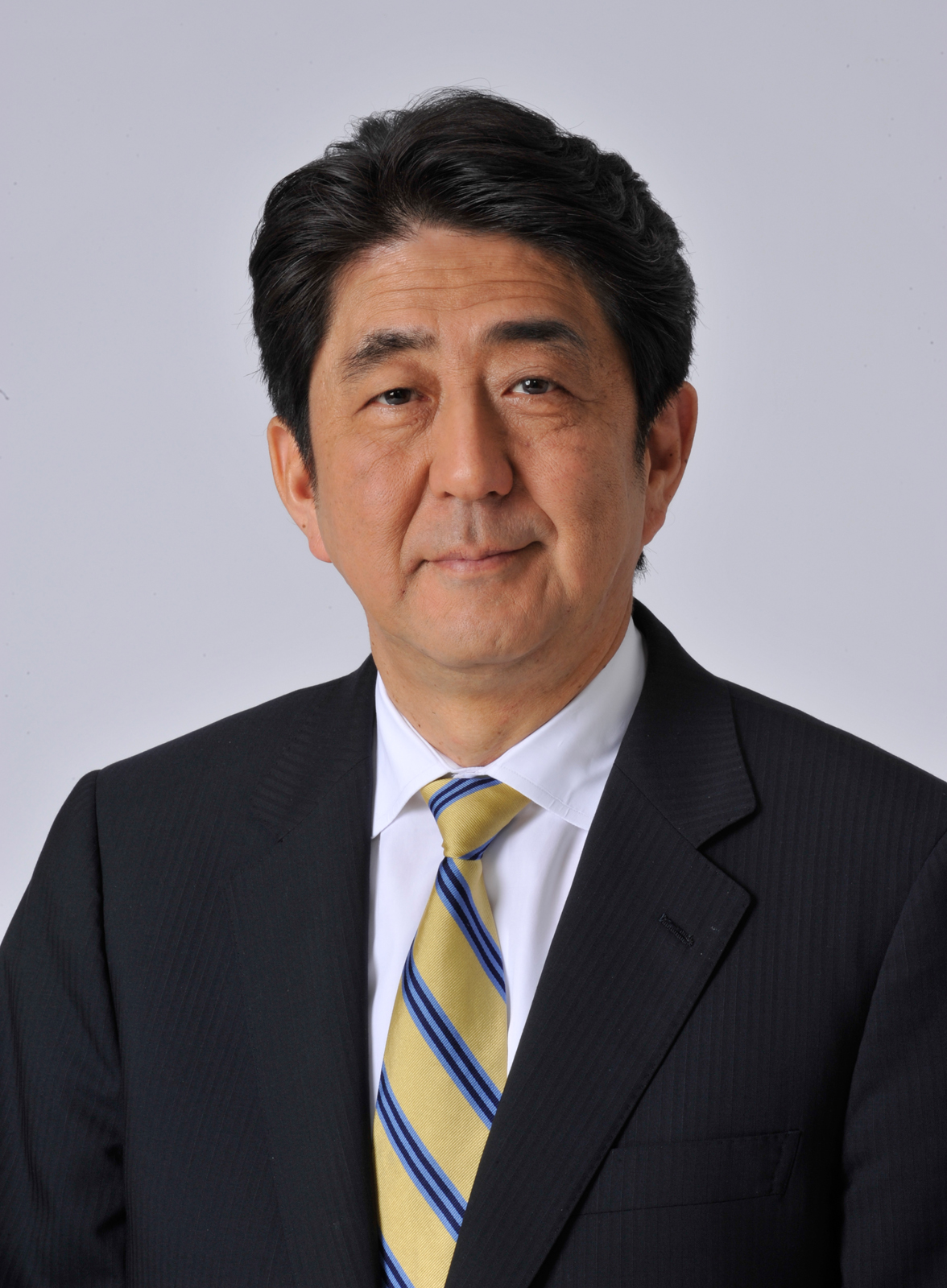
安倍晋三 （2012年-）

### 選挙
- 若年層の政治的無関心が2010年代に入って一層高まり続け、投票率の低下により組織票を持つ政党が有利になる傾向となった。
- 2014年の東京都知事選挙での田母神俊雄の善戦により、2000年代は軽く見られることもあったネット右翼（ネット保守）と呼ばれる若年層を無視できない段階に入ったと言われるようになった[26]。

### 外交
- 竹島問題、慰安婦問題、徴用工訴訟問題、レーダー照射問題、日韓輸出管理問題など諸問題により、日韓関係が急速に悪化した。

## 社会

2010年代、日本は本格的な人口減少社会に突入した。

- 東北地方太平洋沖地震（東日本大震災）によって引き起こされた福島第一原子力発電所事故（2011年）をきっかけとして、原子力発電の是非を巡る議論がかつてないほどの高まりを見せた。
- 2000年代から問題になっていた振り込め詐欺が引き続いて猛威をふるう。
- アメリカ合衆国の全州で同性結婚が合法化された2015年には、日本でも法的拘束力はないが同性カップルに対して「結婚に相当する関係」と認めるパートナーシップ宣誓書（証明書）の受付が東京都の渋谷区や世田谷区で開始された。以降、ほかの地域でも同様の宣誓書を発行しようとする動きが見られ、日本IBMやパナソニックなど一部の企業でも同性カップルの権利を保障しようとする動きが出ている[27][28]（「日本における同性結婚」も参照）。また、同性愛者を含む性的少数者（LGBT）に対する差別を解消するため、与党の自民党や野党においても法案を制定しようとする動きが出ている[29]（「日本におけるLGBTの権利」も参照）。
- 日本の人口は2008年をピークとして減少傾向に入り、2010年代には本格的な人口減少社会へ突入した[30]。高齢者人口の割合は2010年の23.0%から、2019年には28.4%へと増加した[31]。

### 労働
- パワーハラスメントや、残業代を支払わないサービス残業を強いるブラック企業・ブラックバイトが注目され、大きな社会問題となった。
- 2019年より働き方改革関連法が施行し、有給休暇の消化義務や時間外労働（残業）の上限規制などが導入され、社会全体でも働き方を見直す動きが見られた。
- 外国人労働者の総数は2016年に初めて100万人を超え、2019年10月時点で165.9万人となった。技能実習制度の活用により技能実習生の受け入れが進んでいること等が背景にある[32]。

### 経済
- 2012年12月に発足した安倍晋三政権は、長引くデフレからの脱却に向け、大胆な金融政策、機動的な財政政策、民間投資を喚起する成長戦略の「三本の矢」を柱とする経済政策・アベノミクスを掲げた。2013年から日本銀行は物価上昇率2%の目標を定めるインフレターゲットを導入し、積極的な金融緩和に踏み切った。2016年にはマイナス金利政策が導入された。
- 消費税が2014年に8％、2019年に10%と、2度にわたって段階的に引き上げられた。
- 2010年代の始めにはスマートフォンやタブレット端末の普及によりパソコンの売り上げが低下した[33]。2010年代後半に入っても、新興国含めて全世界的にパソコンの売り上げは低下し続けている[34]。
- 日本のメーカーのテレビの売り上げが、若年層のテレビ離れや海外メーカーとの競争に負けたことなどにより、低下が著しくなった[35]。これに限らず、家電やスマートフォンなどの分野では、日本企業は中国や韓国の企業との競争において苦しい状況になった[36]。
- 2000年代に引き続いて、都市部の若年層を中心に自動車に興味を示さない人間が増え続ける傾向にあり、自動車業界が不振に陥った。背景には、趣味・価値観の多様化や若者の所得の低下などが言われた[37]。

## 災害

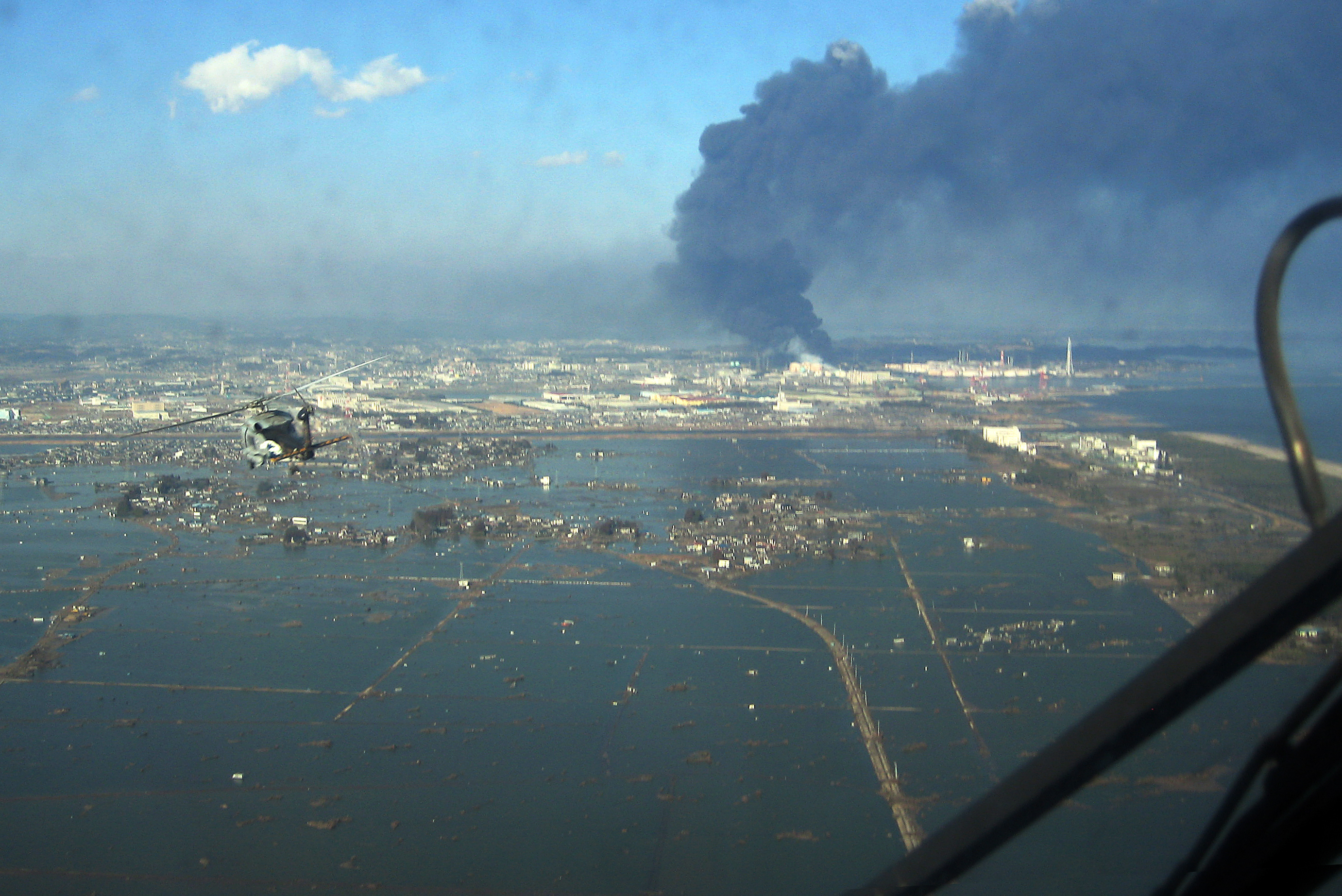
東日本大震災（2011年）

自然災害による死者・行方不明者の数は、2000年代と比較して増加した。2010年～2019年の土砂災害の年間発生件数は過去20年と比較して平均1.5倍に増加しており、西日本豪雨の発生した2018年には過去最大の3459件を記録した。国土交通省は、気候変動による平均気温の上昇や降水量の増加、それに伴う自然災害リスクの増加を指摘している。
- 2011年に発生した東北地方太平洋沖地震（Mw9.0/最大震度7）は三陸海岸および福島県の海岸部を中心として深刻な津波災害を引き起こし、戦後最悪となる1万5千人以上の死者を出す事態（東日本大震災）となった。さらにこの地震と津波によって福島第一原子力発電所事故も引き起こされている。
- 2014年に発生した御嶽山噴火では、火口付近に居合わせた登山客らが噴石被害を受け、死者・行方不明者が63名に及ぶ戦後最悪の火山災害となった[40]。
- 2016年に発生した熊本地震では立て続けに震度7の地震が発生し、50人の直接死を出した。さらに震源から北東方向に離れた熊本県の阿蘇地方や大分県でも地震が誘発され、被害が広範囲に拡大することとなった。
- 2018年に発生した平成30年7月豪雨（西日本豪雨）では、台風7号と梅雨前線の影響などで西日本を中心に記録的な集中豪雨となり、死者・行方不明者200人以上の人的被害を出す平成最悪の水害となった[41][42]。
- 2018年に発生した北海道胆振東部地震では、最大震度7の地震により土砂崩れなどが発生し41人の死者を出した[43]。また、地震後には苫東厚真発電所（火力）が緊急停止し電力の需給バランスが崩れたため、連鎖的にその他の発電所も自動停止し、道内全域の約295万戸が停電する異常事態（管内のほぼ全域が停電するブラックアウトは国内初）となった[44][45]。
- 2019年の令和元年東日本台風（台風19号）では、関東・甲信越や東北地方などで大雨となり、各地の河川の堤防が決壊・氾濫するなどして90人以上の死者・行方不明者を出す甚大な被害となった。

## 科学と技術

### テクノロジー

#### テレビ放送
- 2011年より一部地域（東日本大震災で被災した地域）を除いて地上デジタル放送へ完全移行した（被災地域は翌年に移行）。

#### 通信

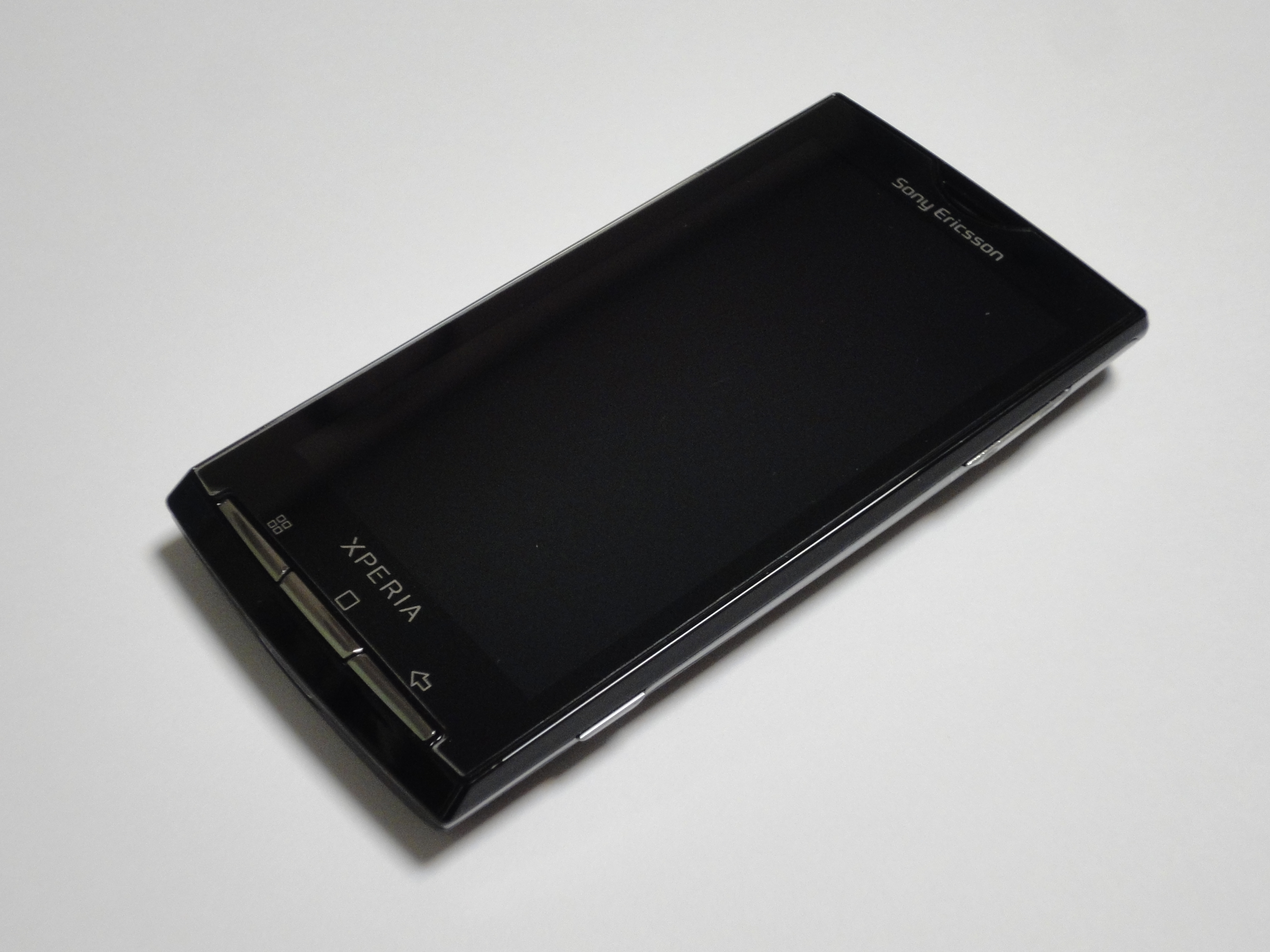
Androidスマートフォン「Xperia SO-01B」（ソニー・エリクソン製・2010年発売）

- 2010年代の前半には携帯電話の主流がフィーチャーフォンからスマートフォンへ移行した[33]。2010年に9.7%だった世帯保有率は、2015年に72.0%となり、急速に普及した[46]。
- 2012年に各通信事業者がLTE（3.9G）サービスを開始したことで4G（第4世代移動通信システム）時代への橋渡しとなり、[47]2016年頃には正式な4G通信への移行が進んだ[48]。

## 文化と芸術

### 流行
- 女子力や女子会など「女子」を用いた言葉が2000年代後半より流行しているが、さらにカープ女子や理系女子（リケジョ）、土木系女子（ドボジョ）、山ガールなどのように、これまで男性中心で参加する女性が少なかった分野において活躍したり、趣味として楽しんでいる女性を「○○女子」、「○○ガール」と呼称するケースが増えている[49][50]。また2010年代前半〜中頃において、「こじらせ女子」や「サブカル系女子 」、様々な動物系女子などキャラ付け（カテゴライズ）の側面でも「○○女子」が増殖傾向にある[51]。
- SNSなどの影響により、仮装・コスプレイベントを中心としてハロウィンが日本で定着、街中の装飾や各地で関連イベントが行われるようになる[52][53]。

### 建築

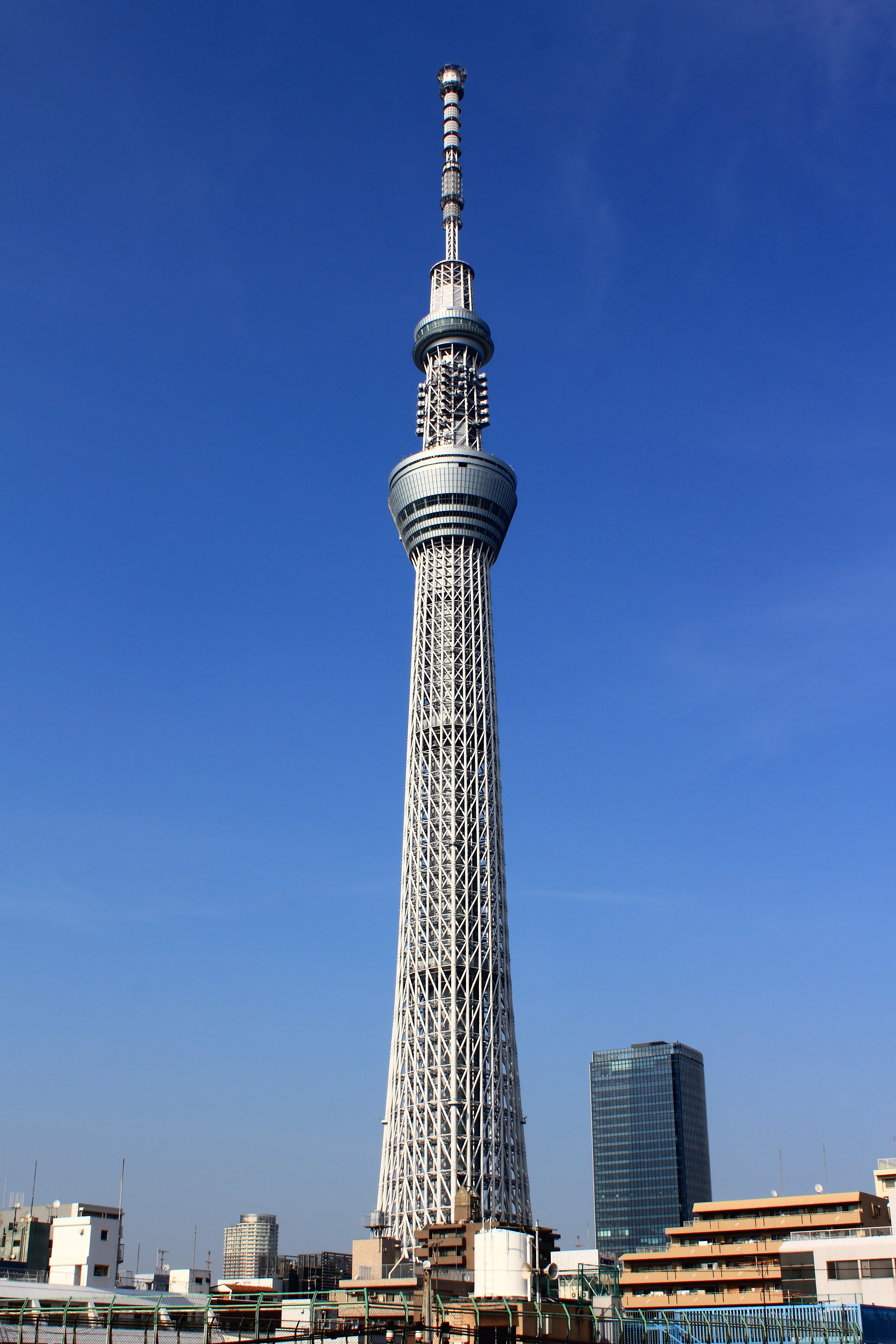
東京スカイツリー（2012年）

超高層建築物・構築物

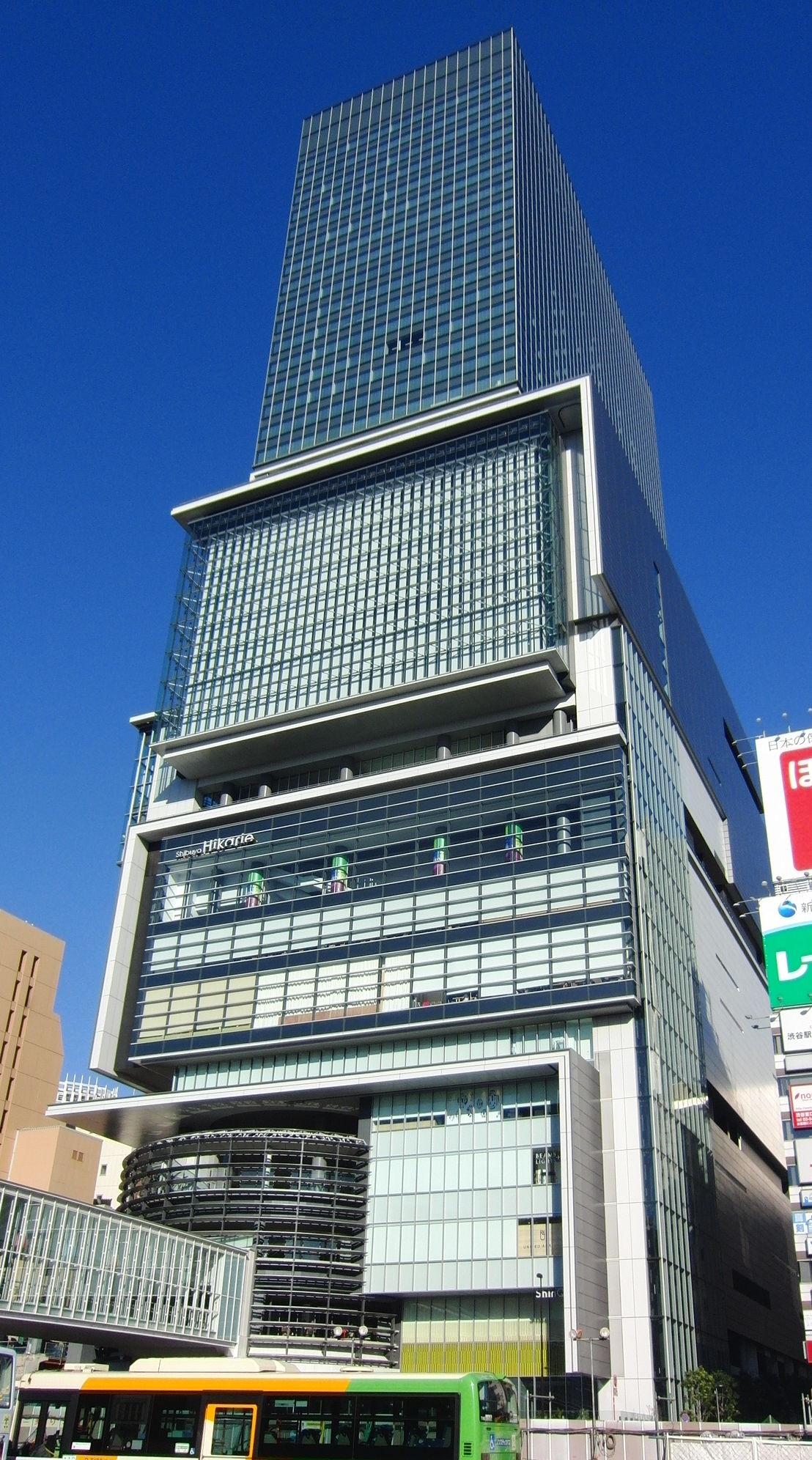
渋谷ヒカリエ （2012年）
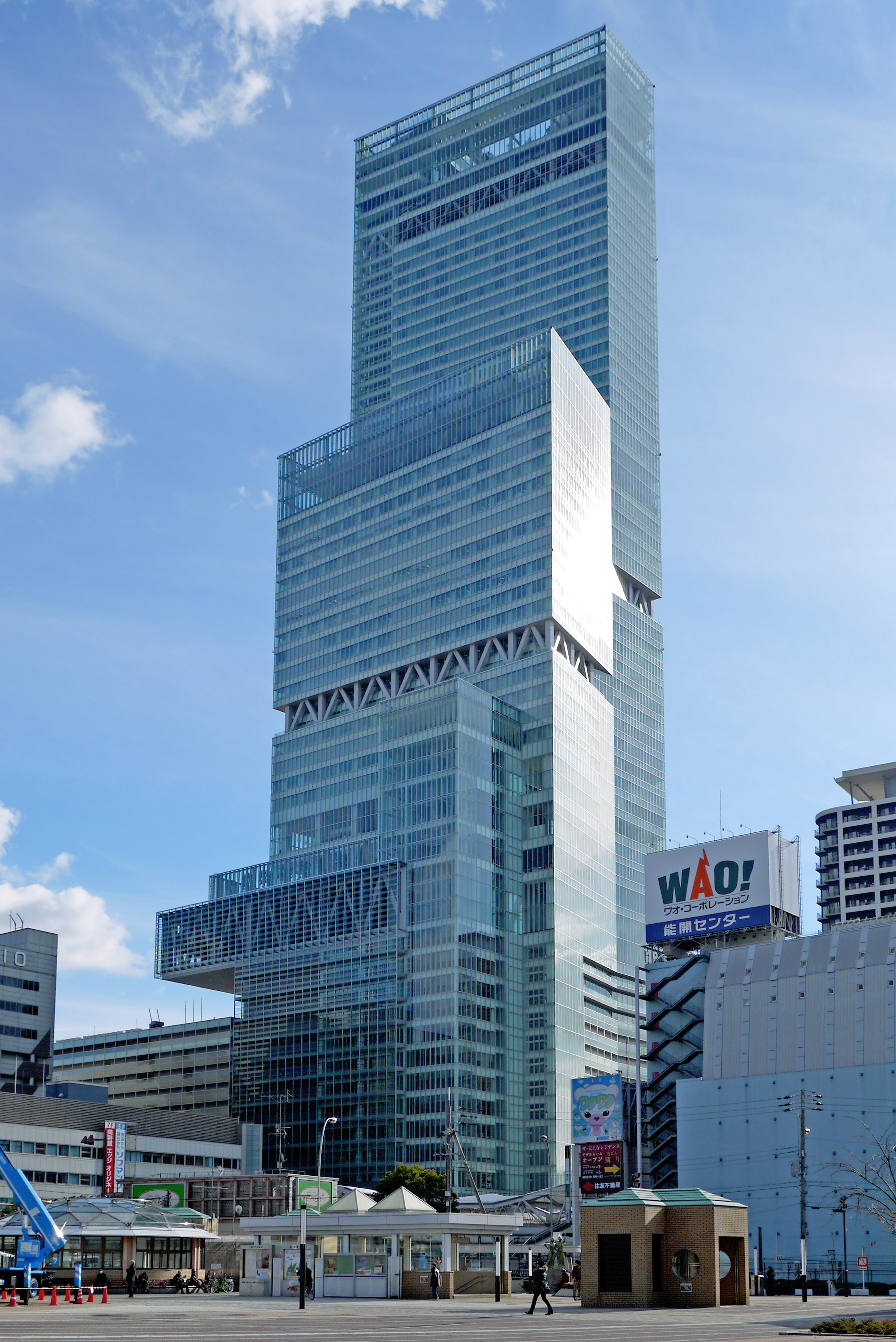
あべのハルカス （2014年）
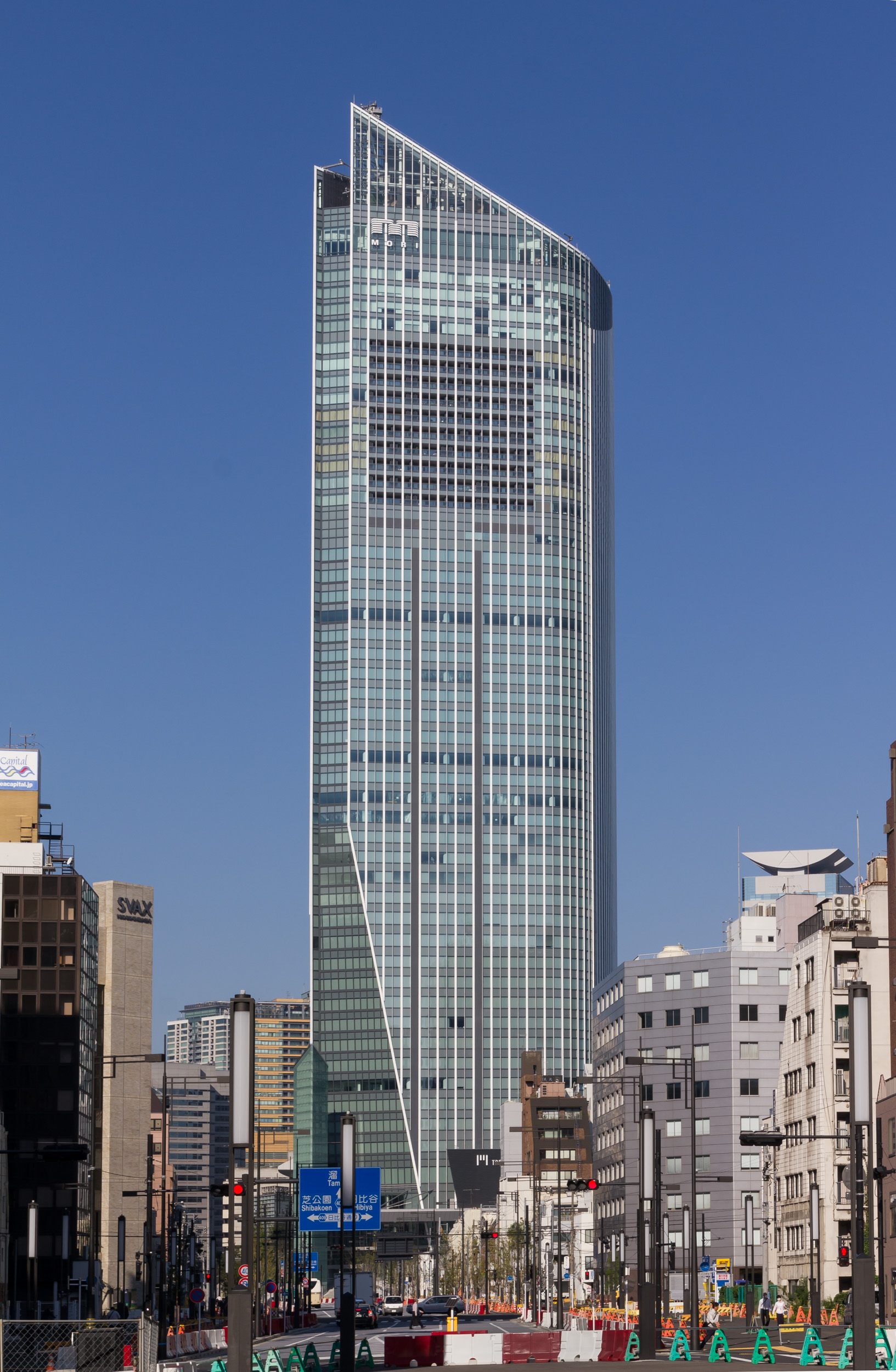
虎ノ門ヒルズ （2014年）

### インターネット
- インターネット上で自作動画を公開するYouTuber（ユーチューバー）などの配信者が注目を集め、若年層を中心に一定の影響力を持つようになる。また、インスタグラマーなど、特定の顧客層に強い影響力を持つインフルエンサーによるマーケティングが注目を集める[54][55]。これまでスター（有名人）といえばテレビや映画でしか見ることのないいわば「天の上」の存在であったが、これらのインフルエンサーの台頭は、スマホ一つでスターになれる時代ともいえる。

### テレビ・芸能

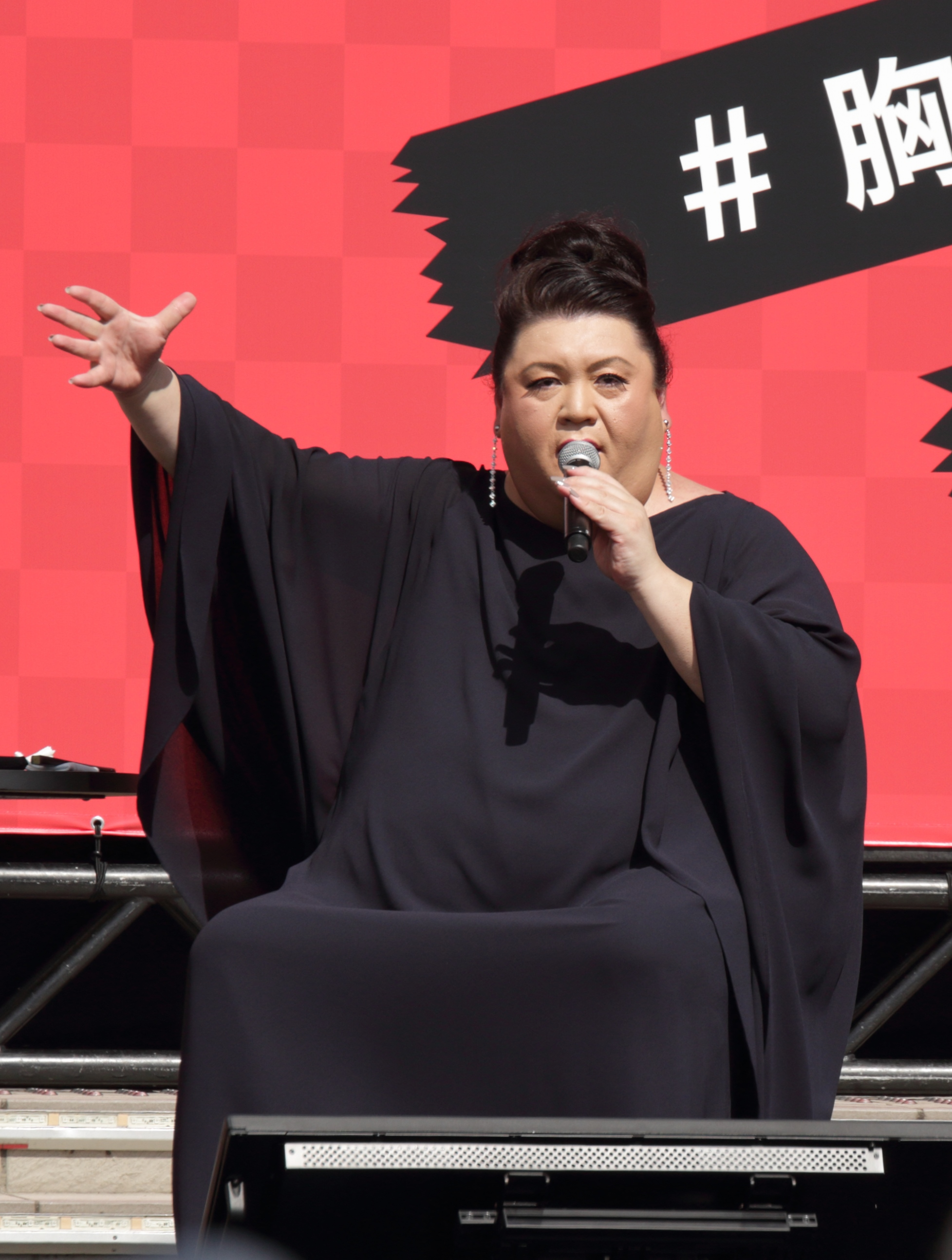
マツコ・デラックス

- テレビ業界では島田紳助の引退に加えマツコ・デラックスや有吉弘行、坂上忍が台頭。さまざまな番組の司会者の再編が相次ぎ、世代交代が進む。また笑っていいとも！やめちゃ×2イケてるっ！といった長年愛されてきた番組が相次いで終了し、番組面でも世代交代が見られた。
- 関東地区のテレビ局では、2000年代に年間視聴率三冠王（ゴールデンタイム、プライムタイム、全日で首位）を獲得し強かったフジテレビが2012年頃より長期低迷に入った[56]。代わりにテレビ朝日が台頭（2012年には初のプライム年間首位・2013年にはプライムに加え初のゴールデン年間首位で二冠を獲得）したほか、1990年代前半から2000年代前半にかけて強かった日本テレビが三冠王を2014年より連年獲得している。
- 2019年には吉本興業の闇営業問題により、事務所と所属タレントの契約についても注目を集めることとなり、また事務所の過去に所属していたタレントに対する圧力の疑いについて公正取引委員会が注意を行うなど、芸能界に対して変革を促す動きが出ている[57]。
- スマートフォンの台頭や通信環境の向上により、YouTubeがテレビに代わる娯楽として台頭し始める。YouTuber、インスタグラマー発の人物がテレビ番組などに出演したり、逆にテレビタレントからYouTuber、インスタグラマーに転向する者も現れている。

### 音楽
- 音楽業界では、AKB48、嵐などのアイドルグループがオリコンチャートを席巻する。CD不況が続く中、これらをはじめとするアイドルグループがCD売上げの上位を独占する事態が相次ぐ。
- 音楽配信では、西野カナ、back number、いきものがかりなどが人気を得る。
- 2010年代の半ばにはSEKAI NO OWARIやゲスの極み乙女。などがブレーク。また、1990年代より長らく歌手・俳優として人気を保ちつづけた福山雅治が2015年に結婚し、同じアミューズの後輩である星野源が台頭した。
- 2010年代の後半にはYouTubeやストリーミング配信の再生回数などを軸にした複合チャートのBillboard Japan Hot 100が台頭し、音楽人気の指標がオリコンチャートから置き換わりつつある。これを背景に先述の星野源や米津玄師、あいみょん、King Gnu、Official髭男dism、Mrs. GREEN APPLE、緑黄色社会などが人気を得ることとなる。
- ボーカロイド・歌い手文化を中心とするネットカルチャー発の音楽が若年層からの支持を得て新たな産業となる。
- 音楽ライブの総売上は2019年の時点で過去最高を更新しており、関連グッズの販売なども含めて音楽業界は収益源の多角化が進んだ10年となった。

### ゲーム
- ニンテンドー3DSソフト『妖怪ウォッチ』シリーズ（レベルファイブ）がヒット、小学生を中心にブームとなる。
- 家庭用ゲームおよびアーケードゲーム市場は縮小傾向にあり、ソーシャルゲームやスマートフォン向けのネイティブアプリゲームが人気を博すようになった。
- コンピュータゲームの新たな表現手法・デバイスとして、2010年代の前半には3D立体視ゲームが携帯型ゲームやテレビゲーム向けに、またARゲームが携帯型ゲームやスマートフォン向けに登場、さらに2010年代の半ばにはヘッドマウントディスプレイ (HMD) によるVRゲームがテレビゲームやアミューズメント施設向けに登場した。

#### コンシューマーゲーム機
据置機
- Wii U

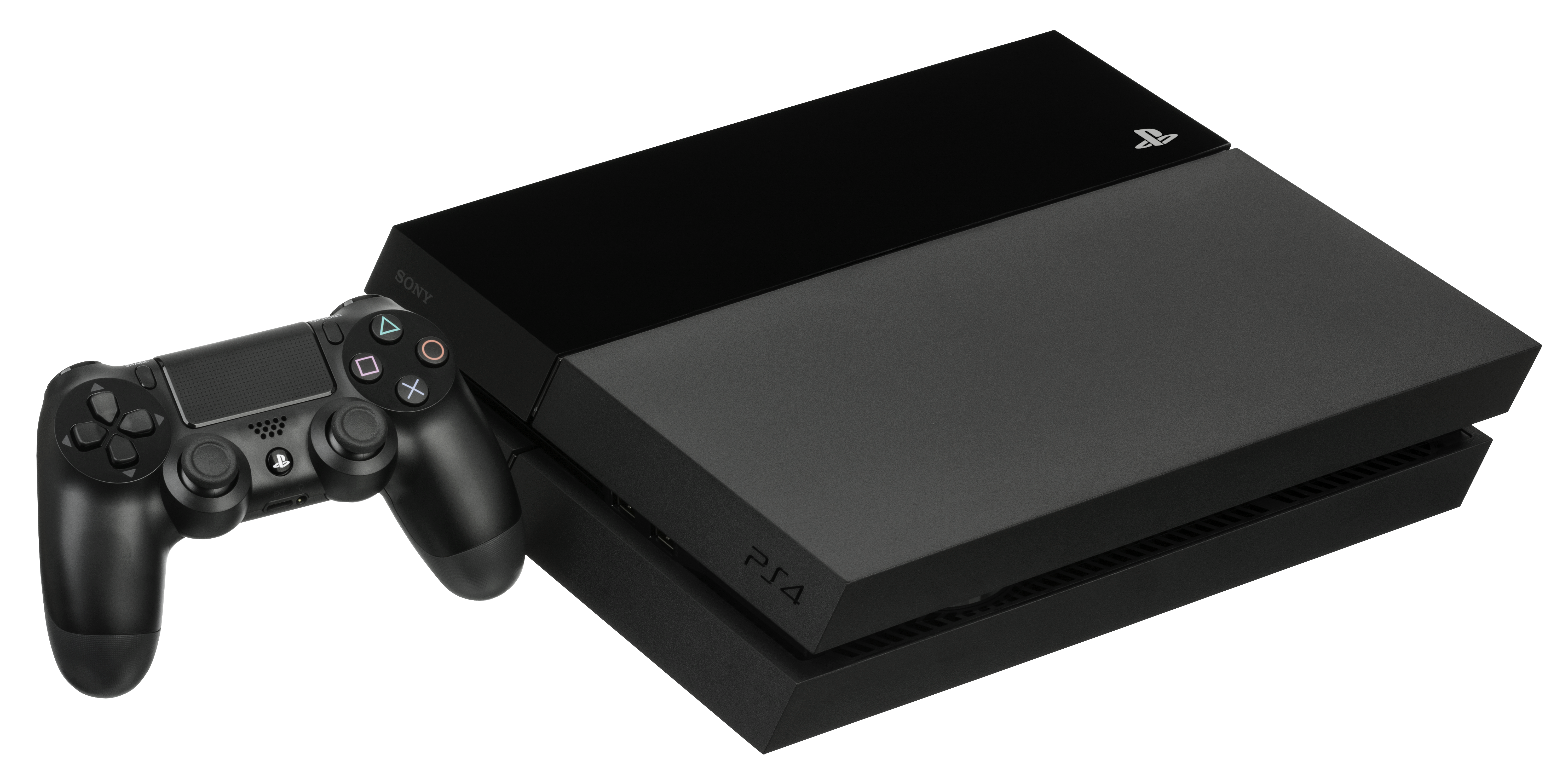
PlayStation 4
- Xbox One
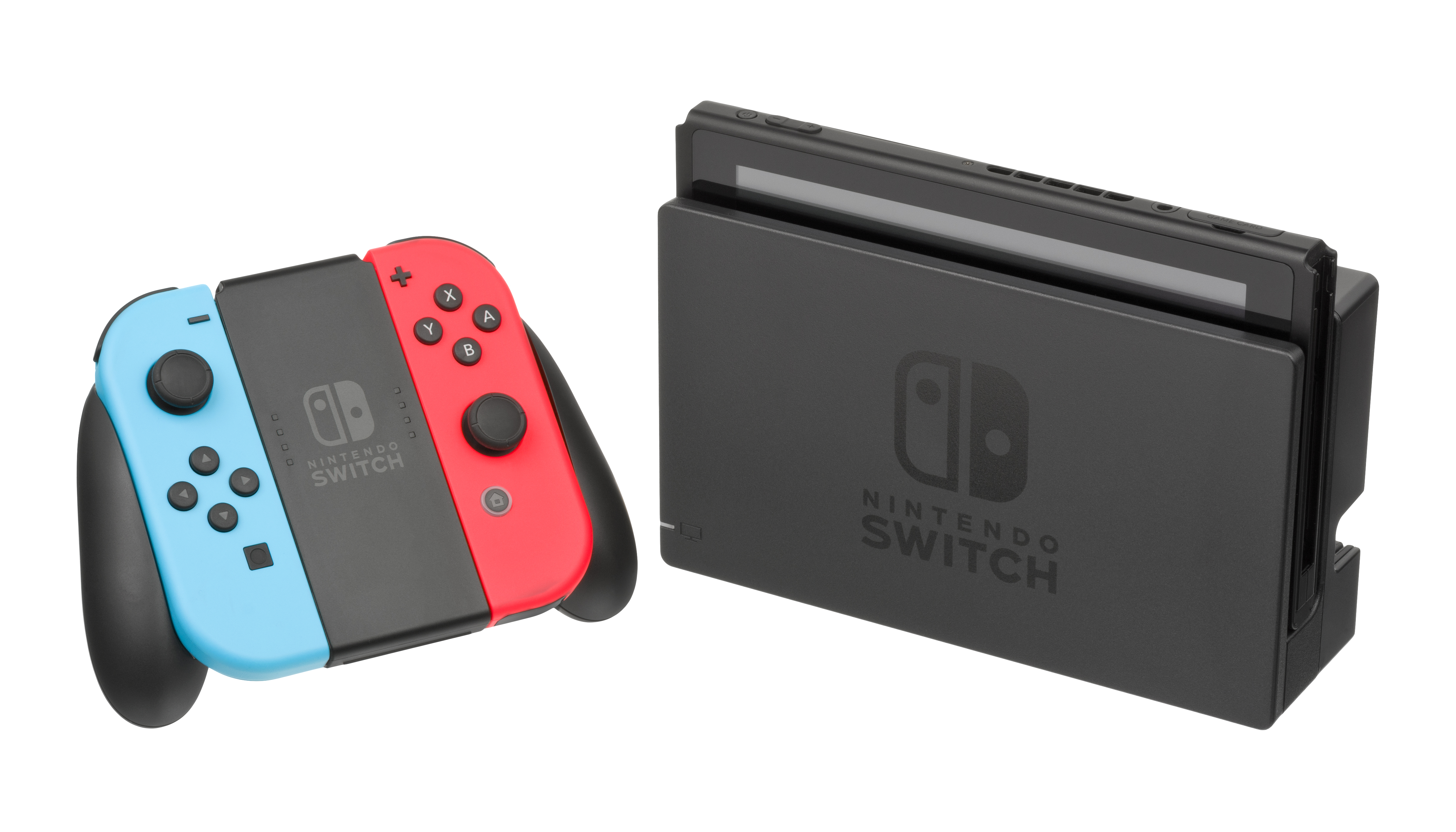
PlayStation VR
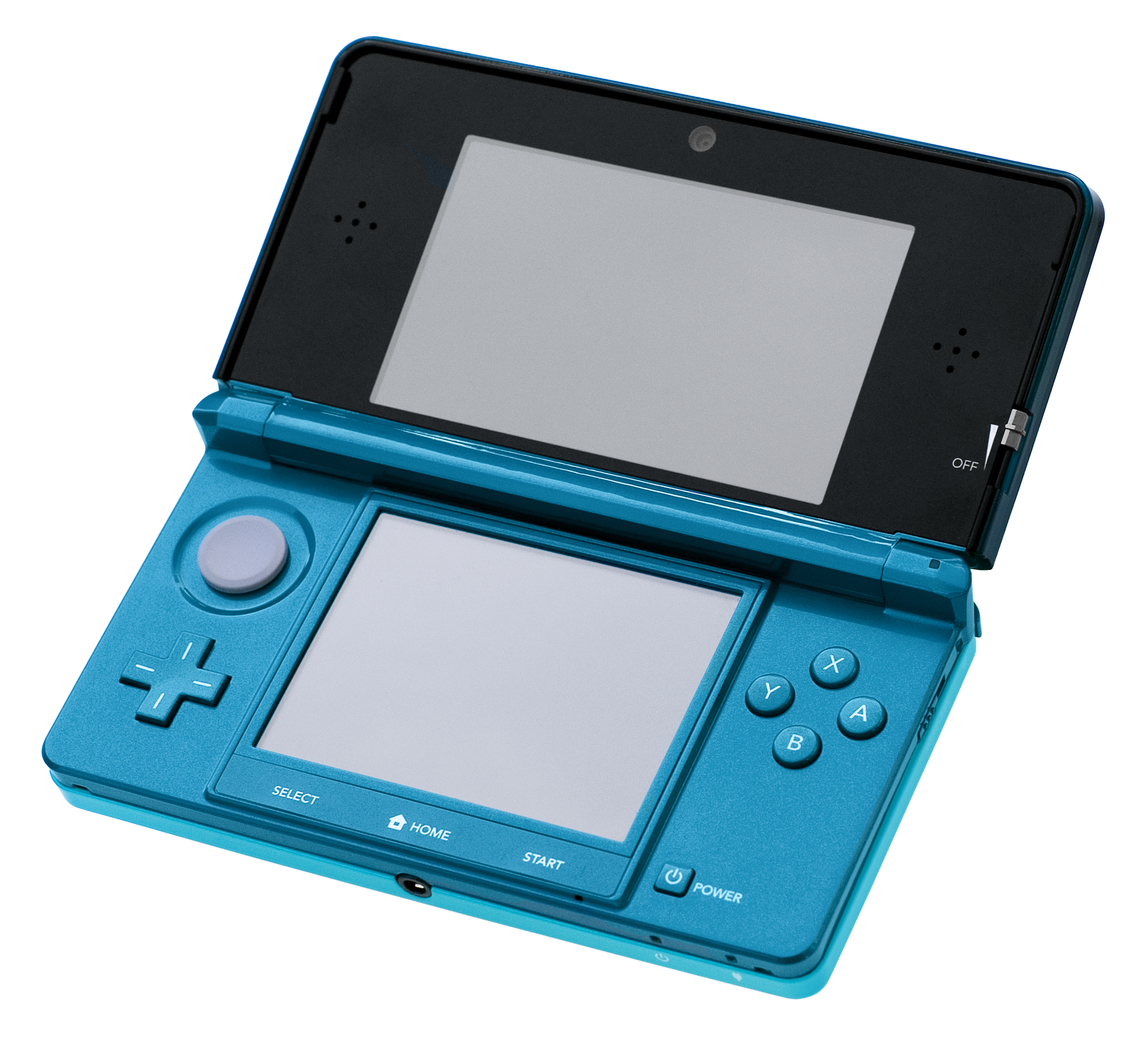
Nintendo Switch

携帯機
- ニンテンドー3DS
  - ニンテンドー2DS
  - Newニンテンドー3DS
- PlayStation Vita
- Nintendo Switch Lite

- PlayStation 4
- Nintendo Switch
- Nintendo 3DS

## スポーツ

### 野球
プロ野球ではポスティングシステムでアメリカメジャーリーグ (MLB) を目指す選手が増え、ダルビッシュ有や田中将大などの主力選手が次々と進出する。また、1990年代から活躍するイチローは40歳を迎えてもMLBで活躍を続け、2016年には史上30人目となるMLB通算3000本安打を達成したが、2019年3月に引退を表明し現役を退いている。一方、国内リーグでは投手では大谷翔平、藤浪晋太郎、野手では柳田悠岐、山田哲人などの登場で世代交代が進む。特に大谷は、投手と野手を兼ねる「二刀流」として注目を集めている。

### サッカー
プロサッカーでは、ヨーロッパのリーグに所属する選手が増え始め、香川真司や本田圭佑などビッグクラブで活躍を見せる選手も見られた。女子サッカーでは澤穂希らの活躍でFIFA女子ワールドカップなどの世界大会で好成績を収めた。

### 相撲
大相撲では朝青龍の引退後、白鵬が圧倒的な強さを見せ、東アジア・東ヨーロッパ・中東諸国出身力士が次々と入幕を果たし、角界のグローバル化が進む。一方で2017年に稀勢の里が2003年に引退した貴乃花以来の日本出身横綱となり、髙安の躍進、遠藤のような個性派力士の出現など日本出身力士の復権もみられる。

### その他
フィギュアスケートでは羽生結弦、テニスでは錦織圭、スキージャンプでは高梨沙羅、陸上競技では桐生祥秀、ラグビーでは五郎丸歩、バスケットボールでは八村塁らが好成績を収め、種目人気をけん引した。
また日本で開催されたラグビーワールドカップ2019では、日本代表が初めて決勝トーナメント（ベスト8）に進出し、10月20日の準々決勝・南アフリカ戦で敗退したものの、大会を通して日本中が大きな盛り上がりを見せた（同年の新語・流行語大賞の年間大賞には日本代表のスローガン「ONE TEAM」が選ばれている）。

## 人物

### 皇室
- 明仁（1933年 - ）
- 徳仁（1960年 - ）

### 政治
- 西岡武夫（1936年 - 2011年）
- 二階俊博（1939年 - ）
- 麻生太郎（1940年 - ）
- 谷垣禎一（1945年 - ）
- 大島理森（1946年 - ）
- 菅直人（1946年 - ）
- 竹下亘（1946年 - 2021年）
- 猪瀬直樹（1946年 - ）
- 鳩山由紀夫（1947年 - ）
- 舛添要一（1948年 - ）
- 菅義偉（1948年 - ）
- 海江田万里（1949年 - ）
- 甘利明（1949年 - ）
- 山口那津男（1952年 - ）
- 小池百合子（1952年 - ）
- 上川陽子（1953年 - ）
- 岡田克也（1953年 - ）
- 下村博文（1954年 - ）
- 安倍晋三（1954年 - 2022年）
- 志位和夫（1954年 - ）
- 茂木敏充（1955年 - ）
- 石破茂（1957年 - ）
- 野田佳彦（1957年 - ）
- 岸田文雄（1957年 - ）
- 小野寺五典（1960年 - ）
- 野田聖子（1960年 - ）
- 前原誠司（1962年 - ）
- 世耕弘成（1962年 - ）
- 河野太郎（1963年 - ）
- 松井一郎（1964年 - ）
- 枝野幸男（1964年 - ）
- 蓮舫（1967年 - ）
- 橋下徹（1969年 - ）

### 経済・メディア
- 稲盛和夫（1932年 - 2022年）
- 君島達己（1950年 - ）
- 豊田章男（1956年 - ）
- 孫正義（1957年 - ）
- 南場智子（1962年 - ）
- 豊田達也（1963年 - ）
- 三木谷浩史（1965年 - ）
- 藤田晋（1973年 - ）
- 前澤友作（1975年 - ）
- 前田裕二（1987年 - ）

### 思想・評論・人文諸学
- 中西進（1929年 - ）
- 御厨貴（1951年 - ）
- 成田龍一（1951年 - ）
- 岸見一郎（1956年 - ）
- 山崎元（1958年 - 2024年）
- 澤口俊之（1959年 - ）
- 橘玲（1959年 - ）
- 中田考（1960年 - ）
- 本郷和人（1960年 - ）
- 齋藤孝（1960年 - ）
- 岸博幸（1962年 - ）
- 千田嘉博（1963年 - ）
- 山形浩生（1965年 - ）
- 若松英輔（1968年 - ）
- 上念司（1969年 - ）
- 三橋貴明（1969年 - ）
- 磯田道史（1970年 - ）
- 小川仁志（1970年 - ）
- 中野剛志（1971年 - ）
- 瀧本哲史（1972年 - 2019年）
- 佐々木中（1973年 - ）
- 常見陽平（1974年 - ）
- 國分功一郎（1974年 - ）
- 中島岳志（1975年 - ）
- 中野信子（1975年 - ）
- 千葉雅也（1978年 - ）
- 伊藤亜紗（1979年 - ）
- 與那覇潤（1979年 - ）
- 三浦瑠麗（1980年 - ）
- 山口真由（1983年 - ）
- 古市憲寿（1985年 - ）
- 落合陽一（1987年 - ）
- 木澤佐登志（1988年 - ）

### 宗教
- 渡辺和子（1927年 - 2016年）

### 文学
- 村上春樹（1949年 - ）
- 葉室麟（1951年 - 2017年）
- 田中芳樹（1952年 - ）
- 松浦寿輝（1954年 - ）
- 佐藤正午（1955年 - ）
- 百田尚樹（1956年 - ）
- 横山秀夫（1957年 - ）
- 東野圭吾（1958年 - ）
- 大塚英志（1958年 - ）
- 有栖川有栖（1959年 - ）
- 小野不由美（1960年 - ）
- 上橋菜穂子（1962年 - ）
- 重松清（1963年 - ）
- 京極夏彦（1963年 - ）
- 池井戸潤（1963年 - ）
- 酒見賢一（1963年 - 2023年）
- 小林深雪（1964年 - ）
- 津原泰水（1964年 - 2022年）
- 恩田陸（1964年 - ）
- 古川日出男（1966年 - ）
- 角田光代（1967年 - ）
- 西村賢太（1967年 - 2022年）
- 森絵都（1968年 - ）
- 長岡弘樹（1969年 - ）
- 小野正嗣（1970年 - ）
- 伊坂幸太郎（1971年 - ）
- 円城塔（1972年 - ）
- 凪良ゆう（1973年 - ）
- 湊かなえ（1973年 - ）
- 瀬尾まいこ（1974年 - ）
- 深町秋生（1975年 - ）
- 万城目学（1976年 - ）
- 三浦しをん（1976年 - ）
- 冲方丁（1977年 - ）
- 西加奈子（1977年 - ）
- 乙一（1978年 - ）
- 塩田武士（1979年 - ）
- 村田沙耶香（1979年 - ）
- 辻村深月（1980年 - ）
- 又吉直樹（1980年 - ）
- 西尾維新（1981年 - ）
- 相沢沙呼（1983年 - ）
- 今村翔吾（1984年 - ）
- 羽田圭介（1985年 - ）
- 今村昌弘（1985年 - ）
- 朝井リョウ（1989年 - ）
- 武田綾乃（1992年 - ）

### 芸術
- 澄川喜一（1931年 - 2023年）
- 谷口吉生（1937年 - 2024年）
- 伊東豊雄（1941年 - ）
- 籔内佐斗司（1953年 - ）
- SANAA
  - 妹島和世（1956年 - ）
  - 西沢立衛（1966年 - ）
- 坂茂（1957年 - ）
- いのまたむつみ（1960年 - 2024年）
- 竹谷隆之（1963年 - ）
- 吉岡徳仁（1967年 - ）
- 諏訪敦（1967年 - ）
- 福田尚代（1967年 - ）
- 青野文昭（1968年 - ）
- 五木田智央（1969年 - ）
- 木村了子（1971年 - ）
- 大森暁生（1971年 - ）
- 塩田千春（1972年 - ）
- タムラサトル（1972年 - ）
- ろくでなし子（1972年 - ）
- 金巻芳俊（1972年 - ）
- 池田学（1973年 - ）
- 深堀隆介（1973年 - ）
- 松井冬子（1974年 - ）
- 泉太郎（1976年 - ）
- さわひらき（1977年 - ）
- できやよい（1977年 - ）
- 中村佑介（1978年 - ）
- 浅田政志（1979年 - ）
- 北村直登（1979年 - ）
- 野口哲哉（1980年 - ）
- 入江明日香（1980年 - ）
- 梅佳代（1981年 - ）
- 小松美羽（1984年 - ）
- 長坂真護（1984年 - ）
- Sputniko!(スプツニ子！)（1985年 - ）
- 金澤翔子（1985年 - ）
- ヨシダナギ（1986年 - ）
- 中園孔二（1986年 - 2015年）
- ヒグチユウコ（生年非公開）

### 芸能
- 桂歌丸（1936年 - 2018年）
- 六代目 三遊亭円楽（1950年 - 2022年）
- 春風亭昇太（1959年 - ）
- 立川志らく（1963年 - ）
- 市川右團次（1963年 - ）
- 林家たい平（1964年 - ）
- 八代目 中村芝翫（1965年 - ）
- 野村萬斎（1966年 - ）
- 片岡愛之助（1972年 - ）
- 十代目 松本幸四郎（1973年 - ）
- 四代目 市川猿之助（1975年 - ）
- 八代目 尾上菊五郎（1977年 - ）
- 十三代目 市川團十郎（1977年 - ）

#### お笑い
- タモリ（1945年 - ）
- ビートたけし（1947年 - ）
- 高田純次（1947年 - ）
- 大竹まこと（1949年 - ）
- 志村けん（1950年 - 2020年）
- 三宅裕司（1951年 - ）
- 笑福亭鶴瓶（1951年 - ）
- 関根勤（1953年 - ）
- 所ジョージ（1955年 - ）
- 上沼恵美子（1955年 - ）
- 明石家さんま（1955年 - ）
- 小堺一機（1956年 - ）
- 渡辺正行（1956年 - ）
- ガダルカナル・タカ（1956年 - ）
- 東国原英夫（1957年 - ）
- 久本雅美（1958年 - ）
- 清水ミチコ（1960年 - ）
- 上島竜兵（1961年 - 2022年）
- 石橋貴明（1961年 - ）
- 石塚英彦（1962年 - ）
- 木梨憲武（1962年 - ）
- 水道橋博士（1962年 - ）
- 寺門ジモン（1962年 - ）
- 木村祐一（1963年 - ）
- 肥後克広（1963年 - ）
- 浜田雅功（1963年 - ）
- ほんこん（1963年 - ）
- 板尾創路（1963年 - ）
- 松本人志（1963年 - ）
- 出川哲朗（1964年 - ）
- 内村光良（1964年 - ）
- イジリー岡田（1964年 - ）
- 恵俊彰（1964年 - ）
- 田中裕二（1965年 - ）
- 南原清隆（1965年 - ）
- ヒロミ（1965年 - ）
- 勝俣州和（1965年 - ）
- 太田光（1965年 - ）
- 江頭2:50（1965年 - ）
- レッド吉田（1965年 - ）
- 神奈月（1965年 - ）
- 今田耕司（1966年 - ）
- ゴルゴ松本（1967年 - ）
- 三村マサカズ（1967年 - ）
- 玉袋筋太郎（1967年 - ）
- 中山秀征（1967年 - ）
- 東野幸治（1967年 - ）
- 松村邦洋（1967年 - ）
- 伊集院光（1967年 - ）
- 大竹一樹（1967年 - ）
- 蛍原徹（1968年 - ）
- 月亭方正（1968年 - ）
- 名倉潤（1968年 - ）
- 岡田圭右（1968年 - ）
- 飯尾和樹（1968年 - ）
- 山口智充（1969年 - ）
- 加藤浩次（1969年 - ）
- 堀内健（1969年 - ）
- 東貴博（1969年 - ）
- ウド鈴木（1970年 - ）
- マキタスポーツ（1970年 - ）
- 原田泰造（1970年 - ）
- 天野ひろゆき（1970年 - ）
- 宮迫博之（1970年 - ）
- 博多華丸（1970年 - ）
- 上田晋也（1970年 - ）
- 岡村隆史（1970年 - ）
- パトリック・ハーラン（1970年 - ）
- 中川剛（1970年 - ）
- 藤本敏史（1970年 - ）
- 有田哲平（1971年 - ）
- 原西孝幸（1971年 - ）
- 博多大吉（1971年 - ）
- カンニング竹山（1971年 - ）
- 田中直樹（1971年 - ）
- 木本武宏（1971年 - ）
- 前田健（1971年 - 2016年）
- 遠藤章造（1971年 - ）
- 小木博明（1971年 - ）
- 矢作兼（1971年 - ）
- 矢部浩之（1971年 - ）
- 塚地武雅（1971年 - ）
- 田村亮（1972年 - ）
- 木下隆行（1972年 - ）
- 中川礼二（1972年 - ）
- 濱口優（1972年 - ）
- 有野晋哉（1972年 - ）
- 藤井隆（1972年 - ）
- 品川祐（1972年 - ）
- 日村勇紀（1972年 - ）
- ゴリ（1972年 - ）
- ケンドーコバヤシ（1972年 - ）
- 児嶋一哉（1972年 - ）
- 土田晃之（1972年 - ）
- 宮川大輔（1972年 - ）
- 渡部建（1972年 - ）
- 井戸田潤（1972年 - ）
- 川田広樹（1973年 - ）
- 小林賢太郎（1973年 - ）
- 設楽統（1973年 - ）
- 飯塚悟志（1973年 - ）
- 吉田敬（1973年 - ）
- 小杉竜一（1973年 - ）
- 古坂大魔王（1973年 - ）
- スギちゃん（1973年 - ）
- 小籔千豊（1973年 - ）
- 小沢一敬（1973年 - ）
- 片桐仁（1973年 - ）
- 田村淳（1973年 - ）
- 角田晃広（1973年 - ）
- 陣内智則（1974年 - ）
- 千原ジュニア（1974年 - ）
- 団長安田（1974年 - ）
- 富澤たけし（1974年 - ）
- 西田幸治（1974年 - ）
- 有吉弘行（1974年 - ）
- RG（1974年 - ）
- 後藤輝基（1974年 - ）
- 八木真澄（1974年 - ）
- ふかわりょう（1974年 - ）
- 伊達みきお（1974年 - ）
- ビビる大木（1974年 - ）
- やついいちろう（1974年 - ）
- ハチミツ二郎（1974年 - ）
- 哲夫（1974年 - ）
- 大村朋宏（1975年 - ）
- ロッシー（1975年 - ）
- 徳井義実（1975年 - ）
- 豊本明長（1975年 - ）
- 関暁夫（1975年 - ）
- 柴田英嗣（1975年 - ）
- 福田充徳（1975年 - ）
- 今立進（1975年 - ）
- 原口あきまさ（1975年 - ）
- バカリズム（1975年 - ）
- 鈴木拓（1975年 - ）
- 岩尾望（1975年 - ）
- 藤田憲右（1975年 - ）
- 庄司智春（1976年 - ）
- 山崎弘也（1976年 - ）
- 高橋茂雄（1976年 - ）
- 田中卓志（1976年 - ）
- くっきー!（1976年 - ）
- タカ（1976年 - ）
- 宇治原史規（1976年 - ）
- 山根良顕（1976年 - ）
- 小峠英二（1976年 - ）
- トシ（1976年 - ）
- クロちゃん（1976年 - ）
- 劇団ひとり（1977年 - ）
- 松田大輔（1977年 - ）
- 山里亮太（1977年 - ）
- 西村瑞樹（1977年 - ）
- 尾形貴弘（1977年 - ）
- 堤下敦（1977年 - ）
- 島田秀平（1977年 - ）
- 中岡創一（1977年 - ）
- 綾部祐二（1977年 - ）
- 板倉俊之（1978年 - ）
- 塙宣之（1978年 - ）
- コカドケンタロウ（1978年 - ）
- 秋山竜次（1978年 - ）
- 山本博（1978年 - ）
- 若林正恭（1978年 - ）
- 土屋伸之（1978年 - ）
- 平子祐希（1978年 - ）
- 今野浩喜（1978年 - ）
- 川島明（1979年 - ）
- 春日俊彰（1979年 - ）
- 斎藤司（1979年 - ）
- 馬場裕之（1979年 - ）
- 田村裕（1979年 - ）
- ノブ（1979年 - ）
- 石田明（1980年 - ）
- 井上裕介（1980年 - ）
- 大悟（1980年 - ）
- 水田信二（1980年 - ）
- 又吉直樹（1980年 - ）
- 西野亮廣（1980年 - ）
- 吉村崇（1980年 - ）
- 梶原雄太（1980年 - ）
- 徳井健太（1980年 - ）
- 小島よしお（1980年 - ）
- 村上健志（1980年 - ）
- 村上純（1981年 - ）
- 川島章良（1982年 - ）
- 狩野英孝（1982年 - ）
- 菅良太郎（1982年 - ）
- 中田敦彦（1982年 - ）
- 斉藤慎二（1982年 - ）
- 大水洋介（1982年 - ）
- 飛永翼（1983年 - ）
- 近藤春菜（1983年 - ）
- 藤森慎吾（1983年 - ）
- 相田周二（1983年 - ）
- 小宮浩信（1983年 - ）
- 福徳秀介（1983年 - ）
- 酒井健太（1983年 - ）
- 池田一真（1984年 - ）
- 川西賢志郎（1984年 - ）
- 後藤淳平（1984年 - ）
- カズレーザー（1984年 - ）
- 向井慧（1985年 - ）
- 金田哲（1986年 - ）
- 澤部佑（1986年 - ）
- 岩井勇気（1986年 - ）
- あばれる君（1986年 - ）
- 渡辺直美（1987年 - ）

### 映画

#### 映画監督
- 石井隆（1946年 - 2022年）
- 北野武（1947年 - ）
- 堤幸彦（1955年 - ）
- 雨宮慶太（1959年 - ）
- 三谷幸喜（1961年 - ）
- 手塚眞（1961年 - ）
- 園子温（1961年 - ）
- 是枝裕和（1962年 - ）
- 山崎貴（1964年 - ）
- 佐藤嗣麻子（1964年 - ）
- 本広克行（1965年 - ）
- 樋口真嗣（1965年 - ）
- 福田雄一（1968年 - ）
- 大森立嗣（1970年 - ）
- 宮藤官九郎（1970年 - ）
- 小林聖太郎（1971年 - ）
- 清水崇（1972年 - ）
- 白石晃士（1973年 - ）
- 沖田修一（1977年 - ）
- 上田慎一郎（1984年 - ）

#### 俳優
- 吉田鋼太郎（1959年 - ）
- 遠藤憲一（1961年 - ）
- 光石研（1961年 - ）
- リリー・フランキー（1963年 - ）
- 阿部寛（1964年 - ）
- 堤真一（1964年 - ）
- 椎名桔平（1964年 - ）
- 上川隆也（1965年 - ）
- 香川照之（1965年 - ）
- 佐藤二朗（1969年 - ）
- 北村一輝（1969年 - ）
- 阿部サダヲ（1970年 - ）
- ユースケ・サンタマリア（1971年 - ）
- 西島秀俊（1971年 - ）
- 中村獅童（1972年 - ）
- 大泉洋（1973年 - ）
- 村上淳（1973年 - ）
- 野間口徹（1973年 - ）
- 堺雅人（1973年 - ）
- 戸次重幸（1973年 - ）
- 浅野忠信（1973年 - ）
- 安田顕（1973年 - ）
- 小手伸也（1973年 - ）
- 小澤征悦（1974年 - ）
- 井浦新（1974年 - ）
- 米倉涼子（1975年 - ）
- 松尾諭（1975年 - ）
- ムロツヨシ（1976年 - ）
- オダギリジョー（1976年 - ）
- 滝藤賢一（1976年 - ）
- 長谷川博己（1977年 - ）
- 松たか子（1977年 - ）
- 小泉孝太郎（1978年 - ）
- 今野浩喜（1978年 - ）
- 桐谷健太（1980年 - ）
- ディーン・フジオカ（1980年 - ）
- 小池栄子（1980年 - ）
- 高橋一生（1980年 - ）
- 妻夫木聡（1980年 - ）
- 要潤（1981年 - ）
- 斎藤工（1981年 - ）
- 尾野真千子（1981年 - ）
- 綾野剛（1982年 - ）
- 向井理（1982年 - ）
- 真木よう子（1982年 - ）
- 小栗旬（1982年 - ）
- 鈴木亮平（1983年 - ）
- 松田龍平（1983年 - ）
- 水川あさみ（1983年 - ）
- 山田孝之（1983年 - ）
- 田中圭（1984年 - ）
- 綾瀬はるか（1985年 - ）
- 木南晴夏（1985年 - ）
- 松田翔太（1985年 - ）
- 城田優（1985年 - ）
- 安藤サクラ（1986年 - ）
- 杏（1986年 - ）
- 比嘉愛未（1986年 - ）
- 北川景子（1986年 - ）
- 柄本佑（1986年 - ）
- 中村倫也（1986年 - ）
- 石原さとみ（1986年 - ）
- 井上真央（1987年 - ）
- 長澤まさみ（1987年 - ）
- 浅利陽介（1987年 - ）
- 木村文乃（1987年 - ）
- 倉科カナ（1987年 - ）
- 東出昌大（1988年 - ）
- 榮倉奈々（1988年 - ）
- 三浦翔平（1988年 - ）
- 新垣結衣（1988年 - ）
- 濱田岳（1988年 - ）
- 吉高由里子（1988年 - ）
- 窪田正孝（1988年 - ）
- 戸田恵梨香（1988年 - ）
- 松坂桃李（1988年 - ）
- 菜々緒（1988年 - ）
- 多部未華子（1989年 - ）
- 千葉雄大（1989年 - ）
- 佐藤健（1989年 - ）
- 賀来賢人（1989年 - ）
- 岡田将生（1989年 - ）
- 柄本時生（1989年 - ）
- 桐谷美玲（1989年 - ）
- 黒木華（1990年 - ）
- 三浦春馬（1990年 - 2020年）
- 池松壮亮（1990年 - ）
- 波瑠（1991年 - ）
- 坂口健太郎（1991年 - ）
- 山本美月（1991年 - ）
- 内田理央（1991年 - ）
- 高畑充希（1991年 - ）
- 本田翼（1992年 - ）
- 門脇麦（1992年 - ）
- 吉岡里帆（1993年 - ）
- 太賀（1993年 - ）
- 有村架純（1993年 - ）
- 菅田将暉（1993年 - ）
- 竹内涼真（1993年 - ）
- 神木隆之介（1993年 - ）
- 福士蒼汰（1993年 - ）
- 間宮祥太朗（1993年 - ）
- 野村周平（1993年 - ）
- 成田凌（1993年 - ）
- 新木優子（1993年 - ）
- 武井咲（1993年 - ）
- 新川優愛（1993年 - ）
- 吉沢亮（1994年 - ）
- 山﨑賢人（1994年 - ）
- 二階堂ふみ（1994年 - ）
- 清野菜名（1994年 - ）
- 広瀬アリス（1994年 - ）
- 土屋太鳳（1995年 - ）
- 松岡茉優（1995年 - ）
- 佐久間由衣（1995年 - ）
- 志尊淳（1995年 - ）
- 大野いと（1995年 - ）
- 小松菜奈（1996年 - ）
- 新田真剣佑（1996年 - ）
- 芳根京子（1997年 - ）
- 黒島結菜（1997年 - ）
- 小芝風花（1997年 - ）
- 杉咲花（1997年 - ）
- 山本舞香（1997年 - ）
- 飯豊まりえ（1998年 - ）
- 上白石萌音（1998年 - ）
- 葵わかな（1998年 - ）
- 広瀬すず（1998年 - ）
- 橋本環奈（1999年 - ）
- 永野芽郁（1999年 - ）
- 浜辺美波（2000年 - ）

### 音楽

#### クラシック音楽
- 辻井伸行（1988年 - ）

#### ポピュラー音楽
- ジャニー喜多川（1931年 - 2019年）
- 久石譲（1950年 - ）
- 田中公平（1954年 - ）
- 桑田佳祐（1956年 - ）
- 武部聡志（1957年 - ）
- 鷺巣詩郎（1957年 - ）
- 秋元康（1958年 - ）
- 小林武史（1959年 - ）
- 千住明（1960年 - ）
- 松本孝弘（1961年 - ）
- 菅野よう子（1963年 - ）
- 高梨康治（1963年 - ）
- 稲葉浩志（1964年 - ）
- 梶浦由記（1965年 - ）
- 服部隆之（1965年 - ）
- スガシカオ（1966年 - ）
- 草野マサムネ（1967年 - ）
- 福山雅治（1969年 - ）
- 浜口史郎（1969年 - ）
- 桜井和寿（1970年 - ）
- 佐藤直紀（1970年 - ）
- 椎名豪（1974年 - ）
- 新藤晴一（1974年 - ）
- 岡野昭仁（1974年 - ）
- 岩沢厚治（1976年 - ）
- 後藤正文（1976年 - ）
- 竹原ピストル（1976年 - ）
- 北川悠仁（1977年 - ）
- 小渕健太郎（1977年 - ）
- 黒田俊介（1977年 - ）
- 菅野祐悟（1977年 - ）
- 安室奈美恵（1977年 - ）
- 常田真太郎（1978年 - ）
- DAIGO（1978年 - ）
- 大橋卓弥（1978年 - ）
- ファンキー加藤（1978年 - ）
- 藤原基央（1979年 - ）
- ナオト・インティライミ（1979年 - ）
- 松隈ケンタ（1979年 - ）
- 中田ヤスタカ（1980年 - ）
- 前山田健一（1980年 - ）
- 山口一郎（1980年 - ）
- 澤野弘之（1980年 - ）
- 秦基博（1980年 - ）
- 星野源（1981年 - ）
- 浜野謙太（1981年 - ）
- 杉山勝彦（1982年 - ）
- 水野良樹（1982年 - ）
- TK（1982年 - ）
- 宇多田ヒカル（1983年 - ）
- 高橋優（1983年 - ）
- 吉岡聖恵（1984年 - ）
- 鬼龍院翔（1984年 - ）
- 清水依与吏（1984年 - ）
- 尾崎世界観（1984年 - ）
- 斎藤宏介（1985年 - ）
- 野田洋次郎（1985年 - ）
- 片岡健太（1985年 - ）
- Fukase（1985年 - ）
- Saori（1986年 - ）
- 三浦大知（1987年 - ）
- Taka（1988年 - ）
- 川谷絵音（1988年 - ）
- 岡崎体育（1989年 - ）
- 西野カナ（1989年 - ）
- miwa（1990年 - ）
- 米津玄師（1991年 - ）
- 藤原聡（1991年 - ）
- 常田大希（1992年 - ）
- きゃりーぱみゅぱみゅ（1993年 - ）
- 井口理（1993年 - ）
- 家入レオ（1994年 - ）
- あいみょん（1995年 - ）
- 大森元貴（1996年 - ）

### 漫画・アニメ
- 水木しげる（1922年 - 2015年）
- 小島功（1928年 - 2015年）
- 泉昭二（1932年 - 2023年）
- 藤子不二雄A（1934年 - 2022年）
- 高畑勲（1935年 - 2018年）
- 笹川ひろし（1936年 - ）
- 古谷三敏（1936年 - 2021年）
- 小田部羊一（1936年 - ）
- さいとう・たかを（1936年 - 2021年）
- 高井研一郎（1937年 - 2016年）
- 東海林さだお（1937年 - ）
- 勝間田具治（1938年 - ）
- 平田敏夫（1938年 - 2014年）
- ちばてつや（1939年 - ）
- 水島新司（1939年 - 2022年）
- 二宮常雄（1940年 - 2023年）
- 杉井ギサブロー（1940年 - ）
- 山内ジョージ（1940年 - ）
- 北見けんいち（1940年 - ）
- 宮崎駿（1941年 - ）
- やまさき十三（1941年 - ）
- 丸山正雄（1941年 - ）
- つげ忠男（1941年 - ）
- 雁屋哲（1941年 - ）
- 富野由悠季（1941年 - ）
- 高橋良輔（1943年 - ）
- 谷口守泰（1943年 - ）
- ジョージ秋山（1943年 - 2020年）
- 須田正己（1943年 - 2021年）
- 高橋信也（1943年 - ）
- オダシゲ（1943年 - ）
- 池上遼一（1944年 - ）
- 高信太郎（1944年 - ）
- 七三太朗（1944年 - 2023年）
- 椛島義夫（1944年 - 2017年）
- わたせせいぞう（1945年 - ）
- 白土武（1945年 - ）
- 立原あゆみ（1946年 - ）
- 富永貞義（1947年 - ）
- 布川ゆうじ（1947年 - 2022年）
- 所ゆきよし（1947年 - 2023年）
- 花輪和一（1947年 - ）
- 松森正（1947年 - ）
- 植田まさし（1947年 - ）
- はるき悦巳（1947年 - ）
- かざま鋭二（1947年 - 2022年）
- 武論尊（1947年 - ）
- 本宮ひろ志（1947年 - ）
- 尾瀬あきら（1947年 - ）
- 西岸良平（1947年 - ）
- 大島弓子（1947年 - ）
- 弘兼憲史（1947年 - ）
- 山岸凉子（1947年 - ）
- 安彦良和（1947年 - ）
- 山上たつひこ（1947年 - ）
- 大河原邦男（1947年 - ）
- 狩撫麻礼（1947年 - 2018年）
- 土屋慎吾（1947年 - ）
- 里中満智子（1948年 - ）
- 小山ゆう（1948年 - ）
- 大和和紀（1948年 - ）
- かわぐちかいじ（1948年 - ）
- 鈴木敏夫（1948年 - ）
- 柳沢きみお（1948年 - ）
- 大橋学（1949年 - 2022年）
- 萩尾望都（1949年 - ）
- 諸星大二郎（1949年 - ）
- あしべゆうほ（1949年 - ）
- 神保あつし（1949年 - ）
- 弓月光（1949年 - ）
- さだやす圭（1949年 - ）
- こだま兼嗣（1949年 - ）
- 聖悠紀（1949年 - 2022年）
- やまさき拓味（1949年 - ）
- 山田みちしろ（1949年 - ）
- 湖川友謙（1950年 - ）
- 土山しげる（1950年 - 2018年）
- 林律雄（1950年 - ）
- 河あきら（1950年 - ）
- おかべりか（1950年 - 2017年）
- 川尻善昭（1950年 - ）
- 郷力也（1950年 - ）
- 奈知未佐子（1951年 - ）
- 能條純一（1951年 - ）
- あだち充（1951年 - ）
- いしかわじゅん（1951年 - ）
- 村上もとか（1951年 - ）
- 押井守（1951年 - ）
- 風間宏子（1951年 - ）
- いしいひさいち（1951年 - ）
- 貞光紳也（1951年 - ）
- 男鹿和雄（1952年 - ）
- 村生ミオ（1952年 - 2022年）
- 友永和秀（1952年 - ）
- 真下耕一（1952年 - ）
- 六田登（1952年 - ）
- ますむらひろし（1952年 - ）
- 秋本治（1952年 - ）
- 大野広司（1952年 - ）
- 西久保瑞穂（1953年 - ）
- 坂田靖子（1953年 - ）
- 城アラキ（1953年 - ）
- 魔夜峰央（1953年 - ）
- 沢田ユキオ（1953年 - ）
- 山本二三（1953年 - 2023年）
- 小林よしのり（1953年 - ）
- 一川孝久（1953年 - ）
- 谷村ひとし（1953年 - ）
- 高橋よしひろ（1953年 - ）
- 滝沢敏文（1953年 - 2015年）
- コジロー（1953年 - ）
- 宮下あきら（1953年 - ）
- 新田たつお（1953年 - ）
- うえだひでひと（1953年 - 2015年）
- 車田正美（1953年 - ）
- 岸義之（1953年 - ）
- やすみ哲夫（1954年 - ）
- しぎのあきら（1954年 - 2024年）
- 星野之宣（1954年 - ）
- 広井王子（1954年 - ）
- 陸奥A子（1954年 - ）
- 山本おさむ（1954年 - ）
- うえやまとち（1954年 - ）
- 中山星香（1954年 - ）
- 大島やすいち（1954年 - ）
- 渡辺みちお（1954年 - ）
- 小倉宏昌（1954年 - ）
- いがらしみきお（1955年 - ）
- 泉晴紀（1955年 - ）
- 田中しょう（1955年 - ）
- 鳥山明（1955年 - 2024年）
- くらもちふさこ（1955年 - ）
- 大塚伸治（1955年 - ）
- 影山楙倫（1955年 - ）
- 中崎タツヤ（1955年 - ）
- たかなししずえ（1955年 - ）
- のむらしんぼ（1955年 - ）
- 金井たつお（1955年 - ）
- はしもとみつお（1955年 - ）
- 天王寺大（1955年 - ）
- 三好銀（1955年 - 2016年）
- 室山まゆみ
  - 室山眞弓（1955年 - ）
  - 室山眞里子（1957年 - ）
- たなか亜希夫（1956年 - ）
- 大地丙太郎（1956年 - ）
- 長崎尚志（1956年 - ）
- 鍋島修（1956年 - ）
- 酒井美羽（1956年 - ）
- 花咲アキラ（1956年 - ）
- 高橋葉介（1956年 - ）
- 里見桂（1956年 - ）
- 笠原倫（1956年 - ）
- 清原なつの（1956年 - ）
- 吉田秋生（1956年 - ）
- 姫野美智（1956年 - ）
- 宮﨑克（1956年 - ）
- 槇村さとる（1956年 - ）
- 平野俊貴（1956年 - ）
- 来賀友志（1956年 - 2022年）
- 松苗あけみ（1956年 - ）
- 小椋冬美（1956年 - ）
- 川三番地（1957年 - ）
- 柴門ふみ（1957年 - ）
- 楠みちはる（1957年 - ）
- 板垣恵介（1957年 - ）
- 穴久保幸作（1957年 - ）
- 山本康人（1957年 - ）
- 魚戸おさむ（1957年 - ）
- 近藤ようこ（1957年 - ）
- 逢坂みえこ（1957年 - ）
- 毛利和昭（1957年 - ）
- 平山智（1957年 - ）
- 亀垣一（1957年 - ）
- 秋月りす（1957年 - ）
- 高口里純（1957年 - ）
- 高橋留美子（1957年 - ）
- 高野文子（1957年 - ）
- ゆうきまさみ（1957年 - ）
- 山科けいすけ（1957年 - ）
- 三田紀房（1958年 - ）
- とり・みき（1958年 - ）
- しげの秀一（1958年 - ）
- 大宙征基（1958年 - ）
- 小林まこと（1958年 - ）
- 佐藤好春（1958年 - ）
- くさか里樹（1958年 - ）
- 猿渡哲也（1958年 - ）
- 久住昌之（1958年 - ）
- 業田良家（1958年 - ）
- 大塚英志（1958年 - ）
- 寺島令子（1958年 - ）
- 喜国雅彦（1958年 - ）
- 石川光久（1958年 - ）
- よしまさこ（1958年 - ）
- 出渕裕（1958年 - ）
- 守村大（1958年 - ）
- 福本伸行（1958年 - ）
- 桜井弘明（1958年 - ）
- 大塚正実（1958年 - ）
- 田島みるく（1958年 - ）
- 望月智充（1958年 - ）
- 尼子騒兵衛（1958年 - ）
- 本橋秀之（1958年 - ）
- 竹本泉（1959年 - ）
- 井上紀良（1959年 - ）
- 吉野朔実（1959年 - 2016年）
- 徳弘正也（1959年 - ）
- 北条司（1959年 - ）
- 板野一郎（1959年 - ）
- 中村真理子（1959年 - ）
- 西尾大介（1959年 - ）
- 池野恋（1959年 - ）
- 片山まさゆき（1959年 - ）
- あろひろし（1959年 - ）
- 石渡治（1959年 - ）
- 荻野真（1959年 - 2019年）
- 寺沢大介（1959年 - ）
- 嶺岸信明（1959年 - ）
- 遊人（1959年 - ）
- 河合じゅんじ（1959年 - ）
- 原恵一（1959年 - ）
- 内田春菊（1959年 - ）
- 山下和美（1959年 - ）
- 藤原カムイ（1959年 - ）
- 本郷みつる（1959年 - ）
- 大森英敏（1959年 - ）
- 細野不二彦（1959年 - ）
- 波津彬子（1959年 - ）
- 森本晃司（1959年 - ）
- 夏原武（1959年 - ）
- 石井さだよし（1959年 - ）
- 善聡一郎（1959年 - ）
- 長岡康史（1959年 - ）
- 青沼貴子（1960年 - ）
- 浦沢直樹（1960年 - ）
- 永野護（1960年 - ）
- 山本直樹（1960年 - ）
- 樹なつみ（1960年 - ）
- 石川優吾（1960年 - ）
- 高岩ヨシヒロ（1960年 - ）
- 成田美名子（1960年 - ）
- 佐藤順一（1960年 - ）
- なかいま強（1960年 - ）
- 岡崎つぐお（1960年 - ）
- 香川まさひと（1960年 - ）
- 庵野秀明（1960年 - ）
- 荒木飛呂彦（1960年 - ）
- 伊藤伸平（1960年 - ）
- 塀内夏子（1960年 - ）
- まついなつき（1960年 - 2020年）
- 小林誠（1960年 - ）
- 岩明均（1960年 - ）
- 高橋陽一（1960年 - ）
- 片渕須直（1960年 - ）
- 青木俊直（1960年 - ）
- いましろたかし（1960年 - ）
- 渡辺多恵子（1960年 - ）
- 吉田聡（1960年 - ）
- 梅津泰臣（1960年 - ）
- 三谷幸広（1960年 - ）
- ゆでたまご
  - 嶋田隆司（1960年 - ）
  - 中井義則（1961年 - ）
- 山本泰一郎（1961年 - ）
- きくち正太（1961年 - ）
- 東元（1961年 - 2022年）
- 梶研吾（1961年 - ）
- 吉田徹（1961年 - ）
- 外薗昌也（1961年 - ）
- 桜玉吉（1961年 - ）
- 早川光（1961年 - ）
- 島本和彦（1961年 - ）
- 原秀則（1961年 - ）
- 青山広美（1961年 - ）
- 三沢伸（1961年 - ）
- 日渡早紀（1961年 - ）
- 阿部記之（1961年 - ）
- 北爪宏幸（1961年 - ）
- 今川泰宏（1961年 - ）
- 所十三（1961年 - ）
- 原哲夫（1961年 - ）
- 本庄敬（1961年 - ）
- ふくやまけいこ（1961年 - ）
- 克・亜樹（1961年 - ）
- 新房昭之（1961年 - ）
- 佐々木倫子（1961年 - ）
- 唐沢なをき（1961年 - ）
- 士郎正宗（1961年 - ）
- 高松信司（1961年 - ）
- 青木たかお（1961年 - ）
- 山下将仁（1961年 - ）
- 飯田史雄（1961年 - ）
- 西村ミツル（1962年 - ）
- 安永航一郎（1962年 - ）
- 高橋幸慈（1962年 - ）
- 貞本義行（1962年 - ）
- 佐木飛朗斗（1962年 - ）
- 王欣太（1962年 - ）
- 垣野内成美（1962年 - ）
- ムトウユージ（1962年 - ）
- 流水りんこ（1962年 - ）
- 田中圭一（1962年 - ）
- 中川いさみ（1962年 - ）
- 樹林伸（1962年 - ）
- 糸島雅彦（1962年 - ）
- 田村由美（1962年 - ）
- 森下裕美（1962年 - ）
- 木村直巳（1962年 - ）
- 深谷かほる（1962年 - ）
- あさりよしとお（1962年 - ）
- けらえいこ（1962年 - ）
- 桂正和（1962年 - ）
- 恩田尚之（1962年 - ）
- 結城信輝（1962年 - ）
- 鍋島雅治（1963年 - 2019年）
- 麻宮騎亜（1963年 - ）
- 前田真宏（1963年 - ）
- 平松禎史（1963年 - ）
- 高田裕三（1963年 - ）
- 清水玲子（1963年 - ）
- 山本直子（1963年 - ）
- 岡村賢二（1963年 - ）
- 相原コージ（1963年 - ）
- 堤規至（1963年 - ）
- 近藤勝也（1963年 - ）
- 吉住渉（1963年 - ）
- 青山剛昌（1963年 - ）
- 山原義人（1963年 - ）
- 水沢めぐみ（1963年 - ）
- 越智博之（1963年 - ）
- 桜沢エリカ（1963年 - ）
- 伊藤潤二（1963年 - ）
- 吉田戦車（1963年 - ）
- 本そういち（1963年 - ）
- 韮沢靖（1963年 - 2016年）
- 新井英樹（1963年 - ）
- 森木靖泰（1963年 - ）
- さとう輝（1963年 - ）
- 北久保弘之（1963年 - ）
- 西森博之（1963年 - ）
- 寺田克也（1963年 - ）
- 窪岡俊之（1963年 - ）
- コージィ城倉（1963年 - ）
- 久住卓也（1963年 - ）
- 田中直哉（1963年 - ）
- 加戸誉夫（1963年 - ）
- 西村博之（1963年 - ）
- 小林治（1964年 - 2021年）
- 和田ラヂヲ（1964年 - ）
- 福田道生（1964年 - ）
- 荒川真嗣（1964年 - ）
- 稲田浩司（1964年 - ）
- 荒川稔久（1964年 - ）
- 河合克敏（1964年 - ）
- 木村貴宏（1964年 - 2023年）
- 藤田和日郎（1964年 - ）
- 加瀬あつし（1964年 - ）
- 皆川亮二（1964年 - ）
- 藤島康介（1964年 - ）
- 佐藤竜雄（1964年 - ）
- 真船一雄（1964年 - ）
- ワタナベシンイチ（1964年 - ）
- いくえみ綾（1964年 - ）
- 三条陸（1964年 - ）
- 高橋のぼる（1964年 - ）
- 若林厚史（1964年 - ）
- 真倉翔（1964年 - ）
- 末田雄一郎（1964年 - ）
- あだちつよし（1964年 - ）
- 内田かずひろ（1964年 - ）
- 松本剛（1964年 - ）
- 村瀬修功（1964年 - ）
- サライネス（1964年/1965年 - ）
- 永福一成（1965年 - ）
- 山口かつみ（1965年 - ）
- 樹崎聖（1965年 - ）
- 野中英次（1965年 - ）
- 黄瀬和哉（1965年 - ）
- こしたてつひろ（1965年 - ）
- 湯浅政明（1965年 - ）
- 朝倉世界一（1965年 - ）
- 高岡じゅんいち（1965年 - ）
- やまじえびね（1965年 - ）
- さくらももこ（1965年 - 2018年）
- 高見明男（1965年 - ）
- 渡辺信一郎（1965年 - ）
- 浜岡賢次（1965年 - ）
- 満田拓也（1965年 - ）
- 椎名高志（1965年 - ）
- 高橋ツトム（1965年 - ）
- 橋本敬史（1965年 - ）
- 柳沢まさひで（1965年 - ）
- 篠原保（1965年 - ）
- 松原秀典（1965年 - ）
- 水島努（1965年 - ）
- 髙橋ヒロシ（1965年 - ）
- 山本サトシ（1965年 - ）
- さとうけいいち（1965年 - ）
- さとうふみや（1965年 - ）
- オキモト・シュウ（1965年 - ）
- 橋本孤蔵（1965年 - ）
- 山下いくと（1965年 - ）
- 森川ジョージ（1966年 - ）
- 大張正己（1966年 - ）
- 杉森建（1966年 - ）
- あらいずみるい（1966年 - ）
- 胡桃ちの（1966年 - ）
- 山下明彦（1966年 - ）
- 田島昭宇（1966年 - ）
- うるし原智志（1966年 - ）
- よしもときんじ（1966年 - 2021年）
- 水野和則（1966年 - 2017年）
- 神山健治（1966年 - ）
- 冨樫義博（1966年 - ）
- 入江喜和（1966年 - ）
- ひうらさとる（1966年 - ）
- 藤原芳秀（1966年 - ）
- うたたねひろゆき（1966年 - ）
- 神尾葉子（1966年 - ）
- 八神ひろき（1966年 - ）
- 三浦建太郎（1966年 - 2021年）
- 北崎拓（1966年 - ）
- 鬼頭莫宏（1966年 - ）
- 渡辺歩（1966年 - ）
- 田中ユタカ（1966年 - ）
- 上田美和（1966年 - ）
- 西山優里子（1966年 - ）
- 沖浦啓之（1966年 - ）
- 谷口悟朗（1966年 - ）
- 山口貴由（1966年 - ）
- 森恒二（1966年 - ）
- 桂憲一郎（1966年 - ）
- 中山昌亮（1966年 - ）
- 森田まさのり（1966年 - ）
- 西炯子（1966年 - ）
- 田口雅之（1966年 - ）
- 技来静也（1966年 - ）
- 磯光雄（1966年 - ）
- 宇田鋼之介（1966年 - ）
- 大平晋也（1966年 - ）
- 井上雄彦（1967年 - ）
- 宮崎吾朗（1967年 - ）
- 藤沢とおる（1967年 - ）
- 山下高明（1967年 - ）
- 小森高博（1967年 - ）
- 太田垣康男（1967年 - ）
- 内藤泰弘（1967年 - ）
- ヤマザキマリ（1967年 - ）
- 小森陽一（1967年 - ）
- 谷川史子（1967年 - ）
- 岡野剛（1967年 - ）
- 柴田亜美（1967年 - ）
- 橋口たかし（1967年 - ）
- きたがわ翔（1967年 - ）
- さいとうちほ（1967年 - ）
- 樫本学ヴ（1967年 - ）
- 岡崎武士（1967年 - ）
- 久米田康治（1967年 - ）
- 高橋しん（1967年 - ）
- 奥浩哉（1967年 - ）
- 細田守（1967年 - ）
- 甲斐谷忍（1967年 - ）
- こしのりょう（1967年 - ）
- 松本大洋（1967年 - ）
- 本島幸久（1967年 - ）
- CLAMP
  - 大川七瀬（1967年 - ）
  - もこな（1968年 - ）
  - 猫井椿（1969年 - ）
  - いがらし寒月（1969年 - ）
- 山田芳裕（1968年 - ）
- 古屋兎丸（1968年 - ）
- 浅田弘幸（1968年 - ）
- 田畑由秋（1968年 - ）
- 中澤一登（1968年 - ）
- 小沢としお（1968年 - ）
- 菊田洋之（1968年 - ）
- かわすみひろし（1968年 - ）
- あずまきよひこ（1968年 - ）
- 曽田正人（1968年 - ）
- 山本英夫（1968年 - ）
- 西尾鉄也（1968年 - ）
- 赤松健（1968年 - ）
- 谷津美弥子（1968年 - ）
- むぎわらしんたろう（1968年 - ）
- 長谷川眞也（1968年 - ）
- 七月鏡一（1968年 - ）
- おおばやしみゆき（1968年 - ）
- こうの史代（1968年 - ）
- 村田蓮爾（1968年 - ）
- 村木靖（1968年 - ）
- 後藤圭二（1968年 - ）
- 西本英雄（1968年 - ）
- 榎本俊二（1968年 - ）
- 渡辺潤（1968年 - ）
- 栗原正尚（1968年 - ）
- 乃木坂太郎（1968年 - ）
- 八木教広（1968年 - ）
- 田島隆（1968年 - ）
- 安藤雅司（1969年 - ）
- 松田奈緒子（1969年 - ）
- 中原杏（1969年 - ）
- 小畑健（1969年 - ）
- 小川悦司（1969年 - ）
- 青木光恵（1969年 - ）
- ハロルド作石（1969年 - ）
- 石原満（1969年 - ）
- 五十嵐大介（1969年 - ）
- 小池田マヤ（1969年 - ）
- 八神千歳（1969年 - ）
- 古谷野孝雄（1969年 - ）
- 二ノ宮知子（1969年 - ）
- マーチン角屋（1969年 - ）
- 木多康昭（1969年 - ）
- おおひなたごう（1969年 - ）
- やぶのてんや（1969年 - ）
- 福島聡（1969年 - ）
- 植芝理一（1969年 - ）
- 伊藤理佐（1969年 - ）
- 大和田秀樹（1969年 - ）
- せきやてつじ（1969年 - ）
- 柏木ハルコ（1969年 - ）
- 田中宏（1970年 - ）
- 安藤なつみ（1970年 - ）
- 沙村広明（1970年 - ）
- 玉井雪雄（1970年 - ）
- 朝基まさし（1970年 - ）
- 渡瀬悠宇（1970年 - ）
- さんりようこ（1970年 - ）
- 梁慶一（1970年 - ）
- 冬目景（1970年 - ）
- 小花美穂（1970年 - ）
- 上山道郎（1970年 - ）
- ひぐちアサ（1970年 - ）
- 和月伸宏（1970年 - ）
- つの丸（1970年 - ）
- 井上純一（1970年 - ）
- 関口太郎（1970年 - ）
- 許斐剛（1970年 - ）
- 津田雅美（1970年 - ）
- 余湖裕輝（1970年 - ）
- 海野つなみ（1970年 - ）
- 山根和俊（1970年 - ）
- 田中久仁彦（1970年 - ）
- 松本次郎（1970年 - ）
- 玉越博幸（1970年 - ）
- 丸川トモヒロ（1970年 - 2024年）
- 上田倫子（1970年 - ）
- 遠藤浩輝（1970年 - ）
- 六道神士（1970年 - ）
- 叶恭弘（1970年 - ）
- 羽生生純（1970年 - ）
- 瀬口忍（1970年 - ）
- 鶴岡伸寿（1970年 - ）
- 武村勇治（1970年 - ）
- 草場道輝（1971年 - ）
- 弐瓶勉（1971年 - ）
- 渡辺航（1971年 - ）
- 藤崎竜（1971年 - ）
- 瀬口たかひろ（1971年 - ）
- 安野モヨコ（1971年 - ）
- 南勝久（1971年 - ）
- 藤栄道彦（1971年 - ）
- 河下水希（1971年 - ）
- 境宗久（1971年 - ）
- 大橋ツヨシ（1971年 - ）
- 森山大輔（1971年 - ）
- かずはじめ（1971年 - ）
- 長月みそか（1971年 - ）
- 今石洋之（1971年 - ）
- とよ田みのる（1971年 - ）
- 紅林直（1971年 - ）
- 吉崎観音（1971年 - ）
- よしながふみ（1971年 - ）
- 真鍋昌平（1971年 - ）
- 石塚真一（1971年 - ）
- 山野車輪（1971年 - ）
- 阿部潤（1972年 - ）
- 大暮維人（1972年 - ）
- 古谷実（1972年 - ）
- 若木民喜（1972年 - ）
- 武井宏之（1972年 - ）
- 雁須磨子（1972年 - ）
- 東風孝広（1972年 - ）
- 柴田ヨクサル（1972年 - ）
- たくま朋正（1972年 - ）
- 坂本眞一（1972年 - ）
- 安西信行（1972年 - ）
- 山田南平（1972年 - ）
- 桜瀬琥姫（1972年 - ）
- 広江礼威（1972年 - ）
- 虚淵玄（1972年 - ）
- 田中モトユキ（1972年 - ）
- 長尾謙一郎（1972年 - ）
- 日向武史（1972年 - ）
- 北原雅紀（1972年 - ）
- Boichi（1973年 - ）
- 岸虎次郎（1973年 - ）
- 新海誠（1973年 - ）
- 松本しげのぶ（1973年 - ）
- 荒川弘（1973年 - ）
- 松下容子（1973年 - ）
- 別天荒人（1973年 - ）
- 高屋奈月（1973年 - ）
- 米林宏昌（1973年 - ）
- みずしな孝之（1973年 - ）
- 平野耕太（1973年 - ）
- 水元あきつぐ（1973年 - ）
- 鈴ノ木ユウ（1973年 - ）
- 中条比紗也（1973年 - 2023年）
- 綱本将也（1973年 - ）
- 山田恵庸（1973年 - ）
- なかむらみつのり（1973年 - ）
- 志村貴子（1973年 - ）
- ふなつかずき（1973年 - ）
- 迫稔雄（1973年 - ）
- 佐藤秀峰（1973年 - ）
- 加治佐修（1973年 - ）
- 天野明（1973年 - ）
- 吉本浩二（1973年 - ）
- 花沢健吾（1974年 - ）
- 篠原健太（1974年 - ）
- 松本ぷりっつ（1974年 - ）
- 芦原妃名子（1974年 - 2024年）
- 綾峰欄人（1974年 - ）
- 西崎泰正（1974年 - ）
- 藤原さとし（1974年 - ）
- K-SuKe（1974年 - ）
- 小坂俊史（1974年 - ）
- 寺嶋裕二（1974年 - ）
- ジョージ朝倉（1974年 - ）
- うすた京介（1974年 - ）
- 天野こずえ（1974年 - ）
- 松本光司（1974年 - ）
- 瀬尾公治（1974年 - ）
- 石川雅之（1974年 - ）
- 山崎紗也夏（1974年 - ）
- 雷句誠（1974年 - ）
- 日本橋ヨヲコ（1974年 - ）
- 岸本斉史（1974年 - ）
- 岸本聖史（1974年 - ）
- 筒井哲也（1974年 - ）
- 小栗かずまた（1974年 - ）
- 森尾正博（1974年 - ）
- コウノコウジ（1974年 - ）
- 尾田栄一郎（1975年 - ）
- 髙橋渉（1975年 - ）
- 高尾滋（1975年 - ）
- 大井昌和（1975年 - ）
- 佐野妙（1975年 - ）
- 崇山祟（1975年 - 2023年）
- 宗我部としのり（1975年 - ）
- 島袋光年（1975年 - ）
- 魚乃目三太（1975年 - ）
- 原泰久（1975年 - ）
- 夾竹桃ジン（1975年 - ）
- 夏目義徳（1975年 - ）
- 葉鳥ビスコ（1975年 - ）
- 末次由紀（1975年 - ）
- 上条明峰（1975年 - ）
- 久保ミツロウ（1975年 - ）
- CHOCO（1975年 - ）
- 東村アキコ（1975年 - ）
- 畑健二郎（1975年 - ）
- 長田悠幸（1975年 - ）
- 糸杉柾宏（1975年 - ）
- 若杉公徳（1975年 - ）
- 柳内大樹（1975年 - ）
- 田邊剛（1975年 - ）
- 村瀬範行（1976年 - ）
- 田中将賀（1976年 - ）
- 桐木憲一（1976年 - ）
- 山本隆一郎（1976年 - ）
- モリタイシ（1976年 - ）
- 佐藤まさき（1976年 - ）
- 幸村誠（1976年 - ）
- 福満しげゆき（1976年 - ）
- 緑川ゆき（1976年 - ）
- 日高万里（1976年 - ）
- 増田こうすけ（1976年 - ）
- 稲垣理一郎（1976年 - ）
- 岩岡ヒサエ（1976年 - ）
- 佐藤タカヒロ（1976年 - 2018年）
- 尹仁完（1976年 - ）
- 藤崎聖人（1976年 - ）
- 池田晃久（1976年 - ）
- 荒木哲郎（1976年 - ）
- 大須賀めぐみ（1976年 - ）
- 久正人（1976年 - ）
- 西義之（1976年 - ）
- 重野なおき（1976年 - ）
- 平本アキラ（1976年 - ）
- 宮下英樹（1976年 - ）
- イシデ電（1976年 - ）
- 池本幹雄（1977年 - ）
- 鈴木央（1977年 - ）
- 横山裕二（1977年 - ）
- 澤井啓夫（1977年 - ）
- 吉もと誠（1977年 - ）
- 藤島じゅん（1977年 - ）
- 山本沙代（1977年 - ）
- 真島ヒロ（1977年 - ）
- 大亜門（1977年 - ）
- 河野慶（1977年 - ）
- 久保帯人（1977年 - ）
- ツジトモ（1977年 - ）
- 暁月あきら（1977年 - ）
- 石黒正数（1977年 - ）
- 花森ぴんく（1977年 - ）
- 施川ユウキ（1977年 - ）
- 久世番子（1977年 - ）
- 岩代俊明（1977年 - ）
- 塩谷直義（1977年 - ）
- 橘賢一（1977年 - ）
- 林田球（1977年 - ）
- 伊藤悠（1977年 - ）
- 渡辺ペコ（1977年 - ）
- 伊藤三巳華（1977年 - ）
- 松井勝法（1978年 - ）
- 藤田陽一（1978年 - ）
- 橋本エイジ（1978年 - ）
- 福田宏（1978年 - ）
- 種村有菜（1978年 - ）
- 東直輝（1978年 - ）
- 鈴見敦（1978年 - ）
- とよたろう（1978年 - ）
- 村田雄介（1978年 - ）
- 氷堂リョージ（1978年 - ）
- 森薫（1978年 - ）
- 曽山一寿（1978年 - ）
- 小山宙哉（1978年 - ）
- 高田康太郎（1978年 - ）
- 三輪士郎（1978年 - ）
- 森繁拓真（1978年 - ）
- カラスマタスク（1978年 - ）
- 中村明日美子（1979年 - ）
- 松井優征（1979年 - ）
- 草凪みずほ（1979年 - ）
- すえのぶけいこ（1979年 - ）
- 篠塚ひろむ（1979年 - ）
- 福島鉄平（1979年 - ）
- つくしあきひと（1979年 - ）
- 中道裕大（1979年 - ）
- 鏡貴也（1979年 - ）
- 空知英秋（1979年 - ）
- 長野拓造（1979年 - ）
- 中島諭宇樹（1979年 - ）
- 村瀬克俊（1979年 - ）
- 小林銅蟲（1979年 - ）
- 山口ミコト（1979年 - ）
- 押切蓮介（1979年 - ）
- 大久保篤（1979年 - ）
- 金田一蓮十郎（1979年 - ）
- 青山景（1979年 - 2011年）
- のりつけ雅春（1979年 - ）
- 藤堂裕（1979年 - ）
- かずといずみ（1979年 - ）
- 佐渡川準（1979年頃 - 2013年）
- 麻生羽呂（1980年 - ）
- 青木琴美（1980年 - ）
- ばらスィー（1980年 - ）
- 矢吹健太朗（1980年 - ）
- 福地翼（1980年 - ）
- 水上悟志（1980年 - ）
- 瀧波ユカリ（1980年 - ）
- 久保保久（1980年 - ）
- 田村隆平（1980年 - ）
- 星野桂（1980年 - ）
- 吉沢緑時（1980年 - ）
- 椎橋寛（1980年 - ）
- 安田剛士（1980年 - ）
- 後藤隼平（1980年 - ）
- 竹村洋平（1980年 - ）
- 加藤和恵（1980年 - ）
- 遠藤達哉（1980年 - ）
- 足立金太郎（1980年 - ）
- 今日マチ子（1980年 - ）
- 新久千映（1980年 - ）
- 浅野いにお（1980年 - ）
- 永井ゆうじ（1980年 - ）
- 竹内良輔（1980年 - ）
- 中村春菊（1980年 - ）
- 市川春子（1980年 - ）
- 高山としのり（1980年 - ）
- 左藤真通（1980年 - ）
- 西田達三（1980年 - ）
- 恵広史（1981年 - ）
- 葦原大介（1981年 - ）
- Tiv（1981年 - ）
- 押見修造（1981年 - ）
- 宮崎摩耶（1981年 - ）
- 槙ようこ（1981年 - ）
- 助野嘉昭（1981年 - ）
- 鳥飼茜（1981年 - ）
- 流石景（1981年 - ）
- 東元俊哉（1981年 - ）
- 土田健太（1981年 - ）
- 酒井まゆ（1982年 - ）
- こざき亜衣（1982年 - ）
- 奥嶋ひろまさ（1982年 - ）
- ヒロユキ（1982年 - ）
- 松本直也（1982年 - ）
- 藤巻忠俊（1982年 - ）
- 一色美穂（1982年 - ）
- 新井隆広（1982年 - ）
- たなかのか（1982年 - ）
- 中山敦支（1982年 - ）
- 大石浩二（1982年 - ）
- 神海英雄（1982年 - ）
- 服部昇大（1982年 - ）
- ふみふみこ（1982年 - ）
- 吉河美希（1982年 - ）
- オジロマコト（1982年 - ）
- 筒井大志（1982年 - ）
- 大塚志郎（1982年 - ）
- 田中靖規（1982年 - ）
- 鶴谷香央理（1982年 - ）
- ミヨカワ将（1982年 - ）
- 大竹利朋（1983年 - ）
- 山本ヤマト（1983年 - ）
- 古館春一（1983年 - ）
- 眉月じゅん（1983年 - ）
- 藤原ここあ（1983年 - 2015年）
- 安部真弘（1983年 - ）
- 大高忍（1983年 - ）
- 高尾じんぐ（1983年 - ）
- 江口夏実（1983年 - ）
- 川田（1983年 - ）
- 枢やな（1984年 - ）
- サクライタケシ（1984年 - ）
- 田代哲也（1984年 - ）
- 朝霧カフカ（1984年 - ）
- 地獄のミサワ（1984年 - ）
- 中村光（1984年 - ）
- 菅野孝典（1984年 - ）
- 持田あき（1984年 - ）
- 田畠裕基（1984年 - ）
- KAITO（1984年 - ）
- サンドロビッチ・ヤバ子（1984年 - ）
- シヒラ竜也（1984年 - ）
- 賀来ゆうじ（1984年 - ）
- 松浦だるま（1984年 - ）
- 藤原ゆか（1985年 - ）
- 日丸屋秀和（1985年 - ）
- ヨシノサツキ（1985年 - ）
- 春田なな（1985年 - ）
- 桜井のりお（1985年 - ）
- 意志強ナツ子（1985年 - ）
- いしかわえみ（1985年 - ）
- 山本さほ（1985年 - ）
- 増田英二（1985年 - ）
- 英貴（1985年 - ）
- 平方昌宏（1985年 - ）
- 石井あゆみ（1985年 - ）
- なきぼくろ（1985年 - ）
- 濱田浩輔（1985年 - ）
- 丈山雄為（1985年 - ）
- 宮島礼吏（1985年 - ）
- 麻生周一（1985年 - ）
- ねこぐち（1985年 - ）
- かっぴー（1985年 - ）
- 波切敦（1985年 - ）
- 高野苺（1986年 - ）
- 鍋島テツヒロ（1986年 - ）
- 雪丸もえ（1986年 - ）
- サンカクヘッド（1986年 - ）
- 春原ロビンソン（1986年 - ）
- 附田祐斗（1986年 - ）
- 古味直志（1986年 - ）
- 横田卓馬（1986年 - ）
- 山本崇一朗（1986年 - ）
- 高梨りんご（1986年 - ）
- 丹羽庭（1986年 - ）
- 諫山創（1986年 - ）
- 小川麻衣子（1986年 - ）
- 大川ぶくぶ（1986年 - ）
- 佐久間結衣（1986年 - ）
- ONE（1986年 - ）
- 堀越耕平（1986年 - ）
- 石田スイ（1986年 - ）
- 羽賀翔一（1986年 - ）
- 真造圭伍（1987年 - ）
- ノ村優介（1987年 - ）
- 若林稔弥（1987年 - ）
- 佐野菜見（1987年 - 2023年）
- ねこクラゲ（1987年 - ）
- 藍本松（1987年 - ）
- 金城宗幸（1987年 - ）
- 宮崎夏次系（1987年 - ）
- 出水ぽすか（1988年 - ）
- 横槍メンゴ（1988年 - ）
- 谷口菜津子（1988年 - ）
- 赤坂アカ（1988年 - ）
- 林聖二（1988年 - ）
- 貴家悠（1988年 - ）
- 大今良時（1989年 - ）
- 廣瀬俊（1989年 - ）
- 吾峠呼世晴（1989年 - ）
- 池沢春人（1989年 - ）
- オギノユーヘイ（1989年 - ）
- 千田大輔（1989年 - ）
- 井上菜摘（1990年 - ）
- ヤマザキコレ（1990年 - ）
- あずまあや（1990年 - ）
- 雨瀬シオリ（1990年 - ）
- 盆ノ木至（1990年 - ）
- 長谷川智広（1990年 - ）
- 仲間りょう（1990年 - ）
- 小山ゆうじろう（1990年 - ）
- ゴトウユキコ（1990年 - ）
- まえだくん（1991年 - ）
- オダトモヒト（1991年 - ）
- マツキタツヤ（1991年 - ）
- 沼駿（1991年 - ）
- 春場ねぎ（1991年 - ）
- 米代恭（1991年 - ）
- 森下真（1992年 - ）
- 芥見下々（1992年 - ）
- 高松美咲（1992年 - ）
- 西修（1992年 - ）
- 藤本タツキ（1992年 - ）
- 大童澄瞳（1993年 - ）
- 板垣巴留（1993年 - ）
- 清水茜（1994年 - ）
- 三浦糀（1995年 - ）
- 魚豊（1997年 - ）
- 宇佐崎しろ（1997年 - ）

### スポーツ
- イチロー（1973年 - ）
- 澤穂希（1978年 - ）
- 吉田沙保里（1982年 - ）
- 伊調馨（1984年 - ）
- 白鵬翔（1985年 - ）
- 五郎丸歩（1986年 - ）
- 本田圭佑（1986年 - ）
- 稀勢の里寛（1986年 - ）
- ダルビッシュ有（1986年 - ）
- 木村沙織（1986年 - ）
- 福原愛（1988年 - ）
- 田中将大（1988年 - ）
- 内村航平（1989年 - ）
- 錦織圭（1989年 - ）
- 浅田真央（1990年 - ）
- 石川遼（1991年 - ）
- 大野将平（1992年 - ）
- 松山英樹（1992年 - ）
- 大谷翔平（1994年 - ）
- 畠山愛理（1994年 - ）
- 羽生結弦（1994年 - ）
- 高梨沙羅（1996年 - ）

#### 野球
- 高木守道（1941年 - 2020年）
- 星野仙一（1947年 - 2018年）
- 真弓明信（1953年 - ）
- 梨田昌孝（1953年 - ）
- 落合博満（1953年 - ）
- 中畑清（1954年 - ）
- 森繁和（1954年 - ）
- 小川淳司（1957年 - ）
- 岡田彰布（1957年 - ）
- 原辰徳（1958年 - ）
- 辻発彦（1958年 - ）
- 西村徳文（1960年 - ）
- 福良淳一（1960年 - ）
- 森脇浩司（1960年 - ）
- 栗山英樹（1961年 - ）
- 秋山幸二（1962年 - ）
- 伊東勤（1962年 - ）
- 和田豊（1962年 - ）
- 工藤公康（1963年 - ）
- 渡辺久信（1965年 - ）
- 山本昌（1965年 - ）
- 与田剛（1965年 - ）
- 田辺徳雄（1966年 - ）
- 野村謙二郎（1966年 - ）
- 金本知憲（1968年 - ）
- 矢野燿大（1968年 - ）
- 緒方孝市（1968年 - ）
- 谷繁元信（1970年 - ）
- 真中満（1971年 - ）
- 小久保裕紀（1971年 - ）
- 和田一浩（1972年 - ）
- 稲葉篤紀（1972年 - ）
- 中村紀洋（1973年 - ）
- イチロー（1973年 - ）
- 小笠原道大（1973年 - ）
- 三浦大輔（1973年 - ）
- アレックス・ラミレス（1974年 - ）
- 岩瀬仁紀（1974年 - ）
- 井口資仁（1974年 - ）
- 黒田博樹（1975年 - ）
- 高橋由伸（1975年 - ）
- 上原浩治（1975年 - ）
- 井端弘和（1975年 - ）
- 松井稼頭央（1975年 - ）
- 福浦和也（1975年 - ）
- 藤井彰人（1976年 - ）
- 新井貴浩（1977年 - ）
- 福留孝介（1977年 - ）
- 荒木雅博（1977年 - ）
- 山井大介（1978年 - ）
- 森野将彦（1978年 - ）
- 阿部慎之助（1979年 - ）
- 廣瀬純（1979年 - ）
- 平野恵一（1979年 - ）
- 能見篤史（1979年 - ）
- 五十嵐亮太（1979年 - ）
- 帆足和幸（1979年 - ）
- 石原慶幸（1979年 - ）
- 細川亨（1980年 - ）
- 石川雅規（1980年 - ）
- 平石洋介（1980年 - ）
- 木佐貫洋（1980年 - ）
- 久保裕也（1980年 - ）
- 藤川球児（1980年 - ）
- 久保康友（1980年 - ）
- 松坂大輔（1980年 - ）
- 小谷野栄一（1980年 - ）
- 梵英心（1980年 - ）
- 渡辺直人（1980年 - ）
- 杉内俊哉（1980年 - ）
- 村田修一（1980年 - ）
- 森本稀哲（1981年 - ）
- 和田毅（1981年 - ）
- 館山昌平（1981年 - ）
- 鶴岡慎也（1981年 - ）
- 岩隈久志（1981年 - ）
- 岸田護（1981年 - ）
- 田中賢介（1981年 - ）
- 藤井淳志（1981年 - ）
- 川﨑宗則（1981年 - ）
- 鳥谷敬（1981年 - ）
- 糸井嘉男（1981年 - ）
- 脇谷亮太（1981年 - ）
- 馬原孝浩（1981年 - ）
- 青木宣親（1982年 - ）
- 内海哲也（1982年 - ）
- 田中浩康（1982年 - ）
- 中田賢一（1982年 - ）
- 攝津正（1982年 - ）
- 大松尚逸（1982年 - ）
- 藤田一也（1982年 - ）
- 亀井善行（1982年 - ）
- 中島宏之（1982年 - ）
- 内川聖一（1982年 - ）
- 畠山和洋（1982年 - ）
- 片岡治大（1983年 - ）
- 飯原誉士（1983年 - ）
- 松田宣浩（1983年 - ）
- 大竹寛（1983年 - ）
- 近藤一樹（1983年 - ）
- 根元俊一（1983年 - ）
- 青山浩二（1983年 - ）
- 中村剛也（1983年 - ）
- 今江敏晃（1983年 - ）
- 栗山巧（1983年 - ）
- 寺原隼人（1983年 - ）
- 岩田稔（1983年 - ）
- 金子千尋（1983年 - ）
- 山口鉄也（1983年 - ）
- 平野佳寿（1984年 - ）
- 吉村裕基（1984年 - ）
- 雄平（1984年 - ）
- 増井浩俊（1984年 - ）
- 大引啓次（1984年 - ）
- 岡田幸文（1984年 - ）
- 坂口智隆（1984年 - ）
- 西岡剛（1984年 - ）
- 吉見一起（1984年 - ）
- 浅尾拓也（1984年 - ）
- 牧田和久（1984年 - ）
- 本多雄一（1984年 - ）
- 大隣憲司（1984年 - ）
- 岸孝之（1984年 - ）
- 長野久義（1984年 - ）
- 嶋基宏（1984年 - ）
- 長谷川勇也（1984年 - ）
- 谷元圭介（1985年 - ）
- 西村健太朗（1985年 - ）
- 宮西尚生（1985年 - ）
- 内竜也（1985年 - ）
- 松山竜平（1985年 - ）
- 成瀬善久（1985年 - ）
- 荻野貴司（1985年 - ）
- 聖澤諒（1985年 - ）
- 大島洋平（1985年 - ）
- 明石健志（1986年 - ）
- 清田育宏（1986年 - ）
- 井納翔一（1986年 - ）
- 田澤純一（1986年 - ）
- 涌井秀章（1986年 - ）
- 上本博紀（1986年 - ）
- 石川雄洋（1986年 - ）
- ダルビッシュ有（1986年 - ）
- 美馬学（1986年 - ）
- 角中勝也（1987年 - ）
- 山口俊（1987年 - ）
- 炭谷銀仁朗（1987年 - ）
- 川端慎吾（1987年 - ）
- 大和（1988年 - ）
- 安達了一（1988年 - ）
- T-岡田（1988年 - ）
- 銀次（1988年 - ）
- 平田良介（1988年 - ）
- 澤村拓一（1988年 - ）
- 石川歩（1988年 - ）
- 前田健太（1988年 - ）
- 會澤翼（1988年 - ）
- 秋山翔吾（1988年 - ）
- 増田達至（1988年 - ）
- 福田永将（1988年 - ）
- 梶谷隆幸（1988年 - ）
- 石山泰稚（1988年 - ）
- 塩見貴洋（1988年 - ）
- 大野雄大（1988年 - ）
- 柳田悠岐（1988年 - ）
- 田中将大（1988年 - ）
- 髙橋朋己（1988年 - ）
- 宮﨑敏郎（1988年 - ）
- 坂本勇人（1988年 - ）
- 秋吉亮（1989年 - ）
- 丸佳浩（1989年 - ）
- 中田翔（1989年 - ）
- 伊藤光（1989年 - ）
- 小林誠司（1989年 - ）
- 野村祐輔（1989年 - ）
- 田中広輔（1989年 - ）
- 唐川侑己（1989年 - ）
- 鈴木大地（1989年 - ）
- 岡島豪郎（1989年 - ）
- 菅野智之（1989年 - ）
- 益田直也（1989年 - ）
- 中村晃（1989年 - ）
- 田島慎二（1989年 - ）
- 島内宏明（1990年 - ）
- 菊池涼介（1990年 - ）
- 金子侑司（1990年 - ）
- 小川泰弘（1990年 - ）
- 大田泰示（1990年 - ）
- 中村悠平（1990年 - ）
- 東浜巨（1990年 - ）
- 西野真弘（1990年 - ）
- 辛島航（1990年 - ）
- 又吉克樹（1990年 - ）
- 西勇輝（1990年 - ）
- 浅村栄斗（1990年 - ）
- 則本昂大（1990年 - ）
- 中島卓也（1991年 - ）
- 西野勇士（1991年 - ）
- 菊池雄星（1991年 - ）
- 大瀬良大地（1991年 - ）
- 梅野隆太郎（1991年 - ）
- 岩崎優（1991年 - ）
- 今宮健太（1991年 - ）
- 岡大海（1991年 - ）
- 堂林翔太（1991年 - ）
- 九里亜蓮（1991年 - ）
- 山川穂高（1991年 - ）
- 筒香嘉智（1991年 - ）
- 石川柊太（1991年 - ）
- 森唯斗（1992年 - ）
- 西川遥輝（1992年 - ）
- 中村奨吾（1992年 - ）
- 高梨雄平（1992年 - ）
- 山田哲人（1992年 - ）
- 中﨑翔太（1992年 - ）
- 有原航平（1992年 - ）
- 山﨑康晃（1992年 - ）
- 牧原大成（1992年 - ）
- 甲斐拓也（1992年 - ）
- 糸原健斗（1992年 - ）
- 外崎修汰（1992年 - ）
- 野間峻祥（1993年 - ）
- 千賀滉大（1993年 - ）
- 源田壮亮（1993年 - ）
- 武田翔太（1993年 - ）
- 吉田正尚（1993年 - ）
- 桑原将志（1993年 - ）
- 近藤健介（1993年 - ）
- 今永昇太（1993年 - ）
- 高橋周平（1994年 - ）
- 上沢直之（1994年 - ）
- 茂木栄五郎（1994年 - ）
- 藤浪晋太郎（1994年 - ）
- 京田陽太（1994年 - ）
- 田村龍弘（1994年 - ）
- 大谷翔平（1994年 - ）
- 鈴木誠也（1994年 - ）
- 西川龍馬（1994年 - ）
- 大山悠輔（1994年 - ）
- 濵口遥大（1995年 - ）
- 森友哉（1995年 - ）
- 山岡泰輔（1995年 - ）
- 松井裕樹（1995年 - ）
- 東克樹（1995年 - ）
- 岡本和真（1996年 - ）

#### サッカー
- ヴァイッド・ハリルホジッチ（1952年 - ）
- アルベルト・ザッケローニ（1953年 - ）
- 西野朗（1955年 - ）
- 岡田武史（1956年 - ）
- 佐々木則夫（1958年 - ）
- ハビエル・アギーレ（1958年 - ）
- 中澤佑二（1978年 - ）
- 澤穂希（1978年 - ）
- 遠藤保仁（1980年 - ）
- 田中マルクス闘莉王（1981年 - ）
- 松井大輔（1981年 - ）
- 駒野友一（1981年 - ）
- 大久保嘉人（1982年 - ）
- 今野泰幸（1983年 - ）
- 川島永嗣（1983年 - ）
- 丸山桂里奈（1983年 - ）
- 長谷部誠（1984年 - ）
- 大野忍（1984年 - ）
- 宮間あや（1985年 - ）
- 川澄奈穂美（1985年 - ）
- 岡崎慎司（1986年 - ）
- 本田圭佑（1986年 - ）
- 長友佑都（1986年 - ）
- 岩清水梓（1986年 - ）
- 槙野智章（1987年 - ）
- 永里優季（1987年 - ）
- 内田篤人（1988年 - ）
- 乾貴士（1988年 - ）
- 吉田麻也（1988年 - ）
- 香川真司（1989年 - ）
- 酒井宏樹（1990年 - ）
- 大迫勇也（1990年 - ）
- 熊谷紗希（1990年 - ）
- 原口元気（1991年 - ）
- 宇佐美貴史（1992年 - ）
- 柴崎岳（1992年 - ）
- 岩渕真奈（1993年 - ）

### ゲーム関係
- 石原恒和（1957年 - ）
- 増田順一（1968年 - ）
- 日野晃博（1968年 - ）
- 桜井政博（1970年 - ）

### 科学
- 根岸英一（1935年 - 2021年）
- 本庶佑（1942年 - ）
- 大隅良典（1945年 - ）
- 吉野彰（1948年 - ）
- 山中伸弥（1962年 - ）
- 若田光一（1963年 - ）
- 野口聡一（1965年 - ）